# Toyota Tercel
Der Toyota Tercel war ein Kompaktklasse-PKW von Toyota, der zwischen dem Toyota Starlet und dem Toyota Corolla angesiedelt war. Er war das erste Toyota-Modell mit Frontantrieb. 

## Varianten
Der Tercel wurde als Konkurrenzmodell zum Nissan Pulsar konzipiert. In Asien wurde er teilweise auch als Toyota Corolla II oder Toyota Corsa angeboten, wobei er im Preis und in der Positionierung höher als der Corolla angesiedelt war. In Nordamerika, wo der Starlet nicht angeboten wurde, war er bis zur Ablösung das Einstiegsmodell von Toyota und wurde dort zuerst als Toyota Corolla Tercel vermarktet. Für einige Märkte gab es neben der zwei- oder viertürigen Limousine auch ein dreitüriges Schrägheck, das in Deutschland nicht angeboten wurde. Die zweite Generation 1982 wiederum hieß nun überall Toyota Tercel und sollte das drei- oder fünftürige Schrägheckmodell zum Corolla sein, als Konkurrenz zum Nissan Cherry. Durch den Erfolg des Nissan Prairie entwickelte Toyota basierend auf dem Tercel und Corolla den Toyota Sprinter Carib (in Europa Tercel 4WD, in Nordamerika Tercel Wagon) und auf diesem basierend wieder eine Limousine, die aber nur in Asien angeboten wurde. Die dritte und folgende Generationen wurden in Europa nicht mehr angeboten, da hier der Starlet das Einstiegsmodell war und der Corolla nun selber als Schrägheckmodell gebaut wurde, um konkurrenzfähiger in der Kompaktklasse zu sein. Von nun an war der Tercel speziell für Nordamerika konzipiert und lag zwischen Kleinwagen und Kompaktklasse. Neben dem Schrägheck und der viertürigen Limousine wurde auch eine zweitürige Limousine nur in Nordamerika angeboten. Ab 1998 wurde zuerst in den Vereinigten Staaten der Tercel durch den Toyota Echo und später den Toyota Vitz ersetzt.
Bisher hatte Toyota aus Kostengründen am Hinterradantrieb festgehalten. Mit dem Tercel begann die Hinwendung zum Frontantrieb auch bei Toyota, um einen innen geräumigen und außen kompakten Wagen zu realisieren. Der wassergekühlte Vierzylinder-Viertaktmotor Typ 1A−U mit 1452 cm³ wurde gänzlich neu entwickelt. Merkmale waren OHC-Ventilsteuerung und Zahnriemenantrieb der Nockenwelle. Die Leistung betrug 59 kW (80 PS) bei 5600/min, wobei es sich um SAE-PS handelt. Das maximale Drehmoment wurde mit 116 Nm bei 3600/min erreicht. Gegenüber dem Corolla bot der neue Motor weniger Kraftstoffverbrauch, mehr Leistung und niedrigere Emissionen. Der Tercel wurde auch mit 5-Gang-Schaltgetriebe angeboten.
Kurz nach dem Verkaufsstart war auch ein dreitüriges Coupé erhältlich.

## 1. Generation L10 (1978–1982)
Im August 1978 startete der Verkauf des Tercel als Toyota Corolla II. Da Toyota damals, wie in Japan üblich, verschiedene Händlernetze hatte, wie den Corolla Store oder Toyopet Store, war eine Abgrenzung zum Corolla notwendig. Im Corolla Store wurden etwas höherwertig ausgestattete Modelle angeboten, im Toyopet Store, der in der Regel auf dem Land vertreten war, Nutzfahrzeuge und einfach ausgestattete Pkws. Die im Toyopet Store verkauften Modelle hießen Toyota Corsa.
- Im Januar 1979 startete der Export der Limousinenversionen nach Europa zuerst mit dem ebenfalls neu konstruierten 1295 cm³ großen SOHC-4-Zylinder-2A-U-Ottomotor mit 48 kW (65 PS) und 4- oder optional 5-Gang-Schaltgetriebe. Die Einführung dieses Motors erfolgte in Japan erst im Juni, allerdings mit 54 kW (74 PS). Gleichzeitig wurde der 1,5-Liter zum 3A-U mit nun 61 kW (83 PS) und auch im Corolla verbaut. Für diesen Motor war ebenfalls ein 3-Stufen-Automatikgetriebe erhältlich. Die Motoren wurden jeweils in Längsrichtung montiert.
- Anfang 1980 erfolgte ein leichtes Facelift mit schrägerer Front und geringfügigen Änderungen am Heck und im Innenraum, parallel zur Einführung der Limousinen und des Coupé als Toyota Corolla Tercel in Nordamerika. Die überarbeitete Version wurde auf dem Heimatmarkt erst ab August angeboten, ebenso wie in Europa. In Nordamerika war nur der 1,5-Liter verfügbar, in einer Ausführung mit 45 kW (61 PS).
- Auf dem Heimatmarkt war die Baureihe weniger erfolgreich als auf den Exportmärkten, sodass die künftige Entwicklung auf deren Anforderungen ausgerichtet wurden.

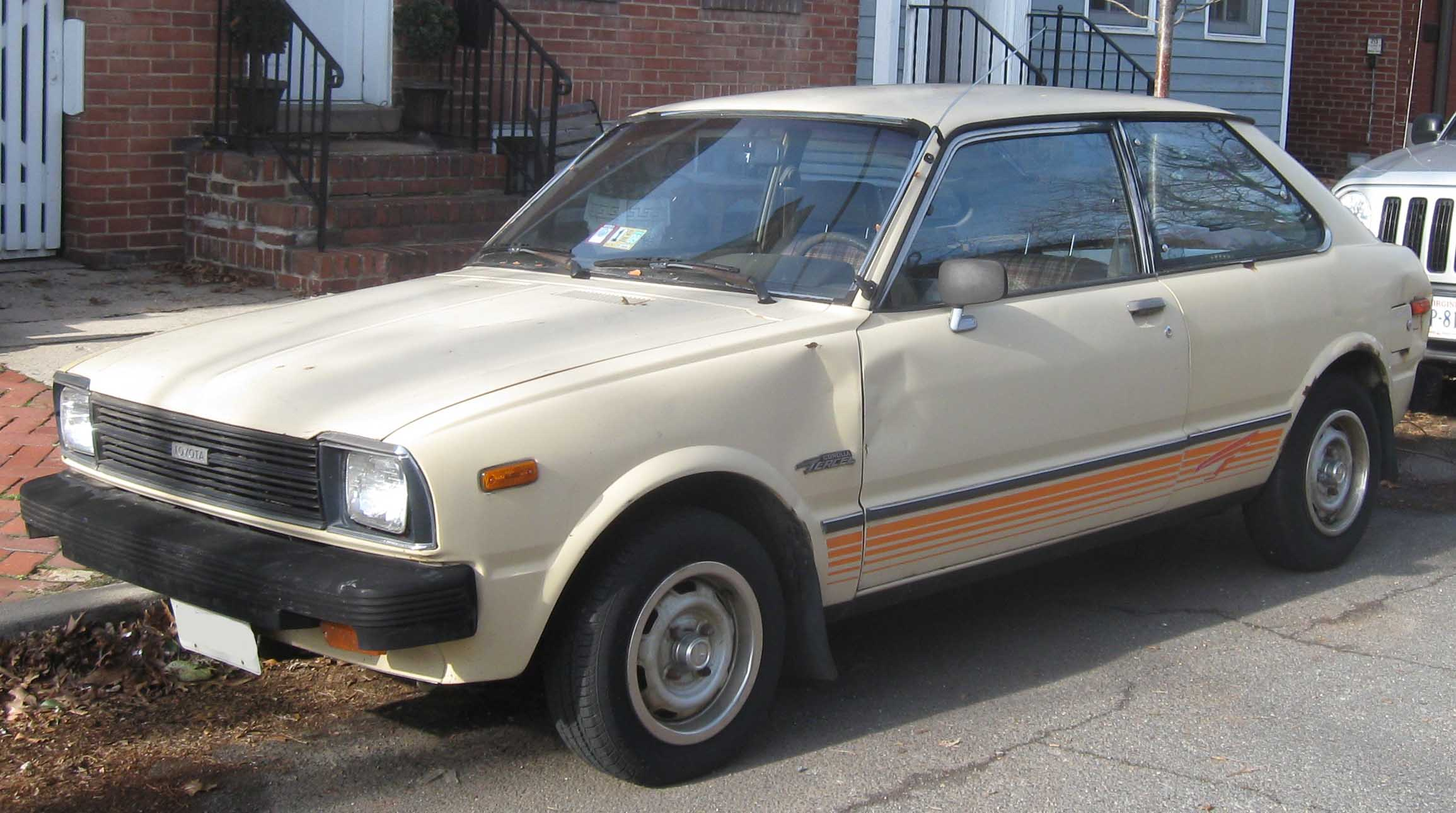
Coupé
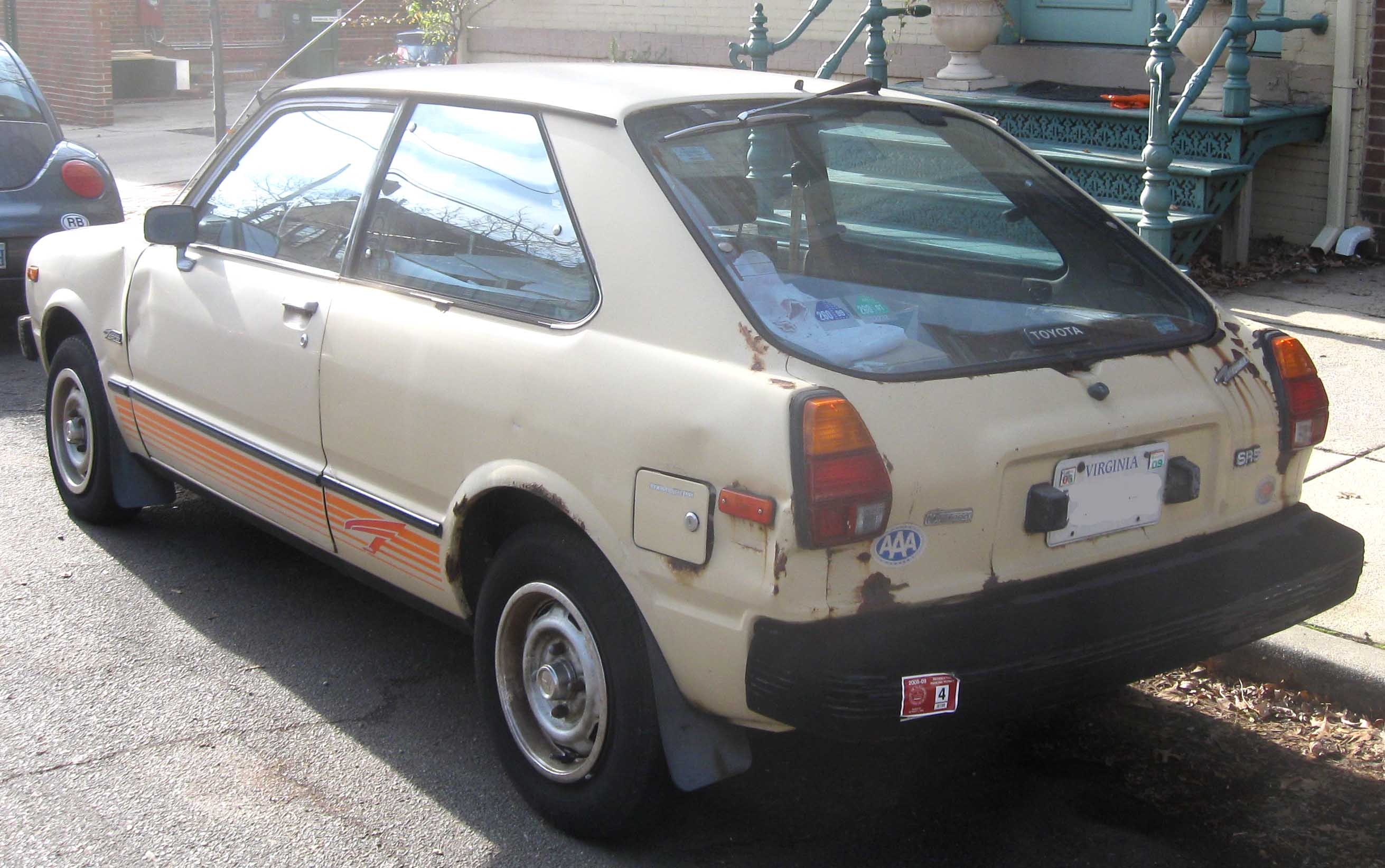
Heckansicht
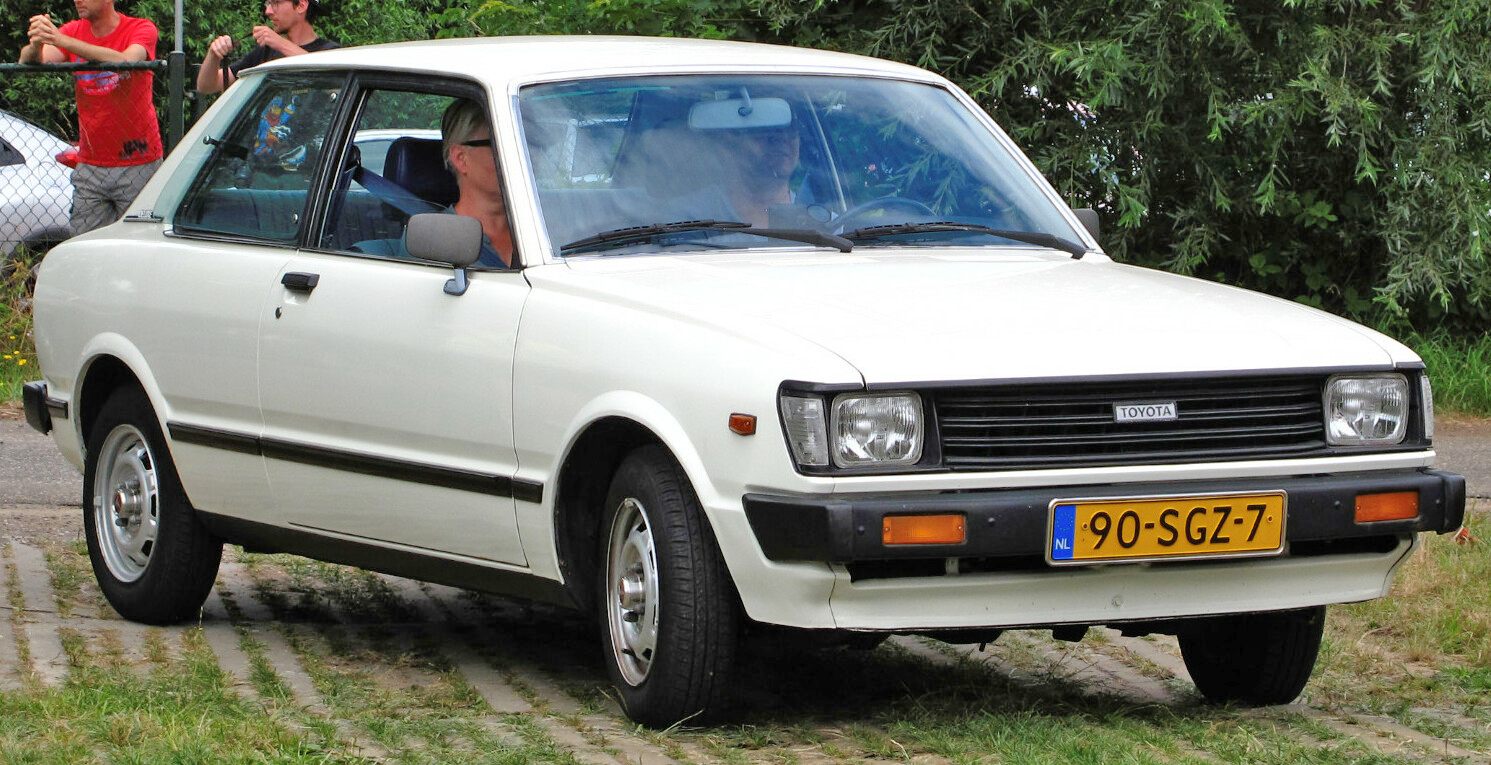
Facelift Limousine (1980–1982)
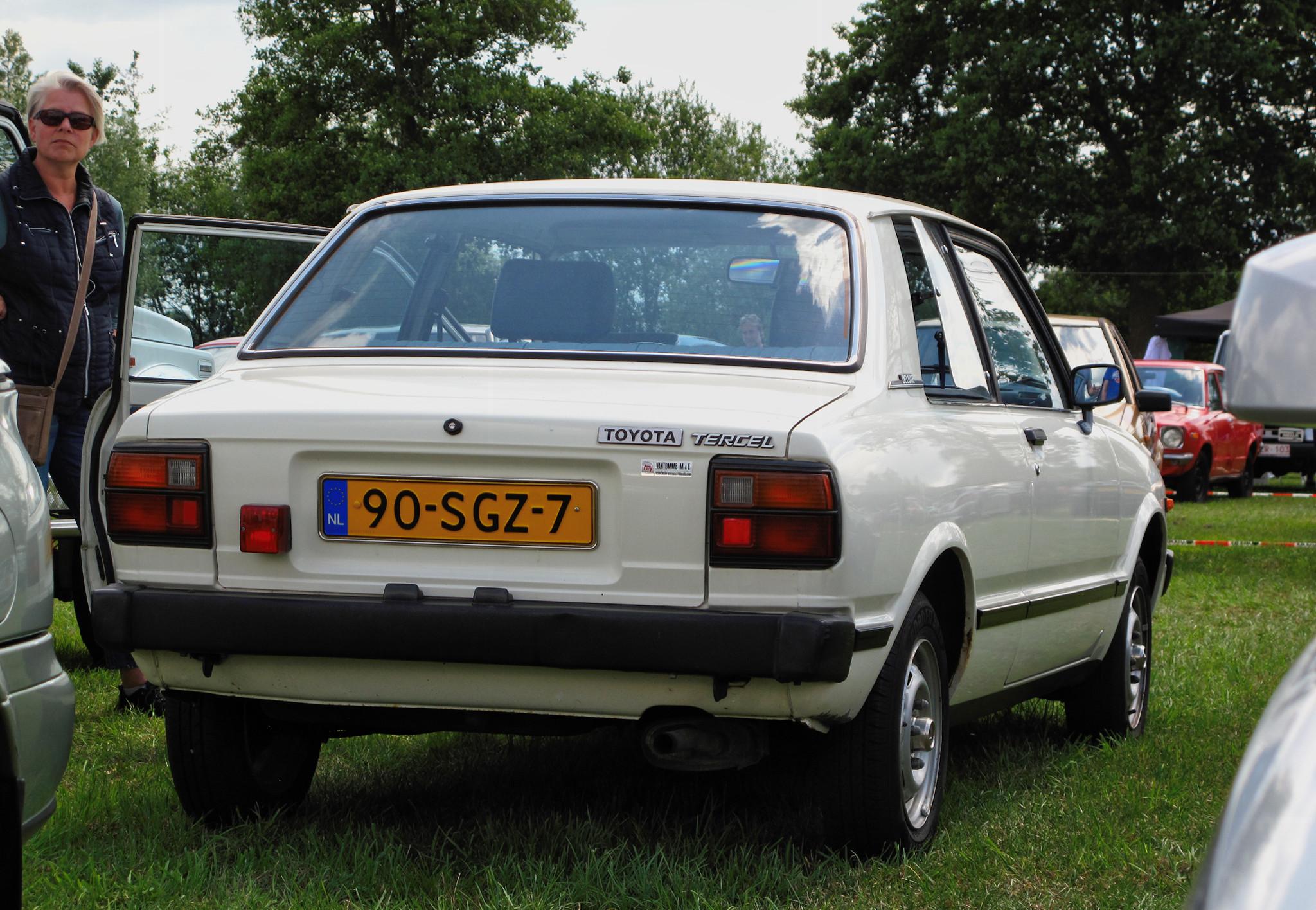
Heckansicht
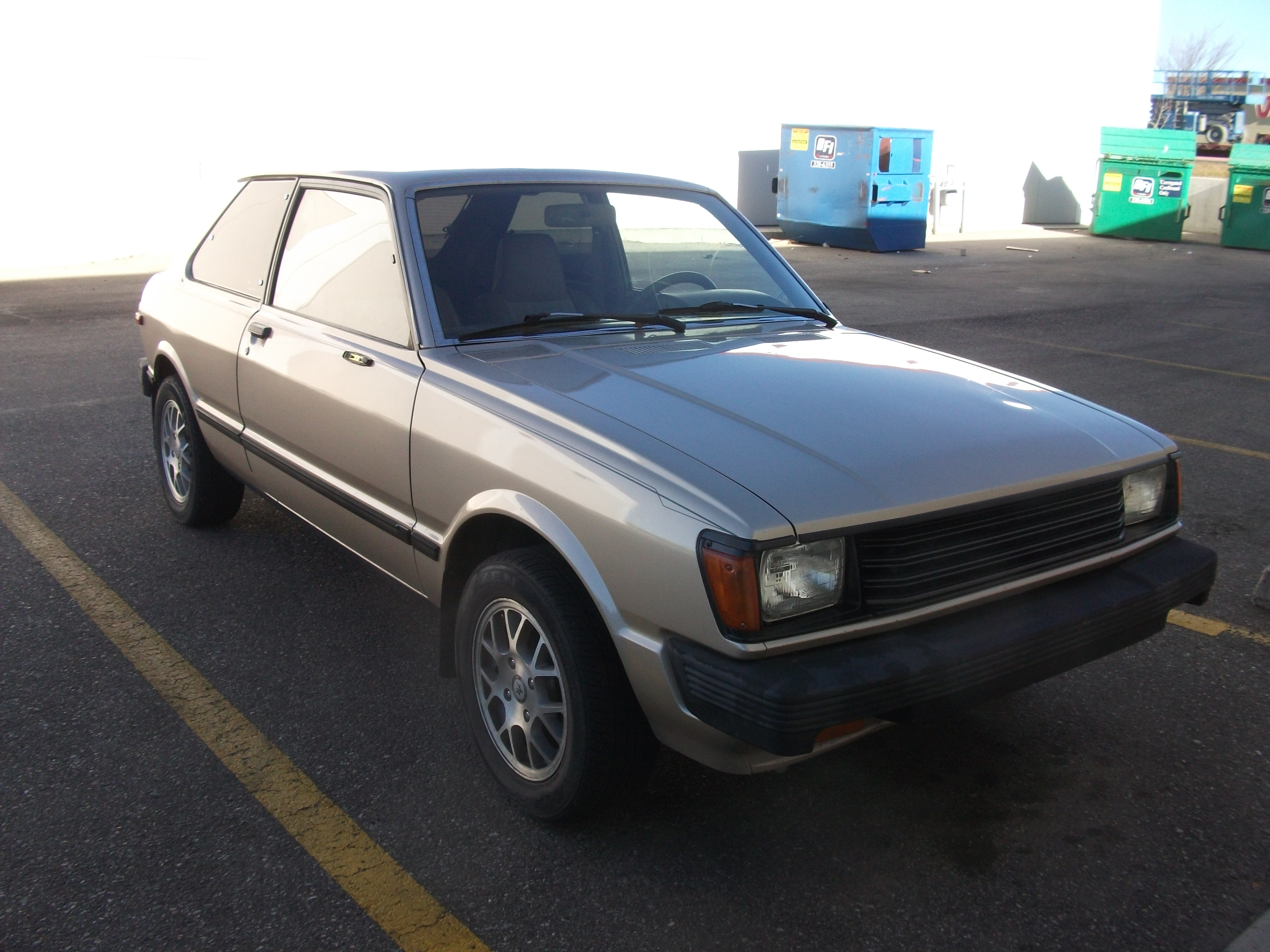
Facelift Coupé (1980–1982)
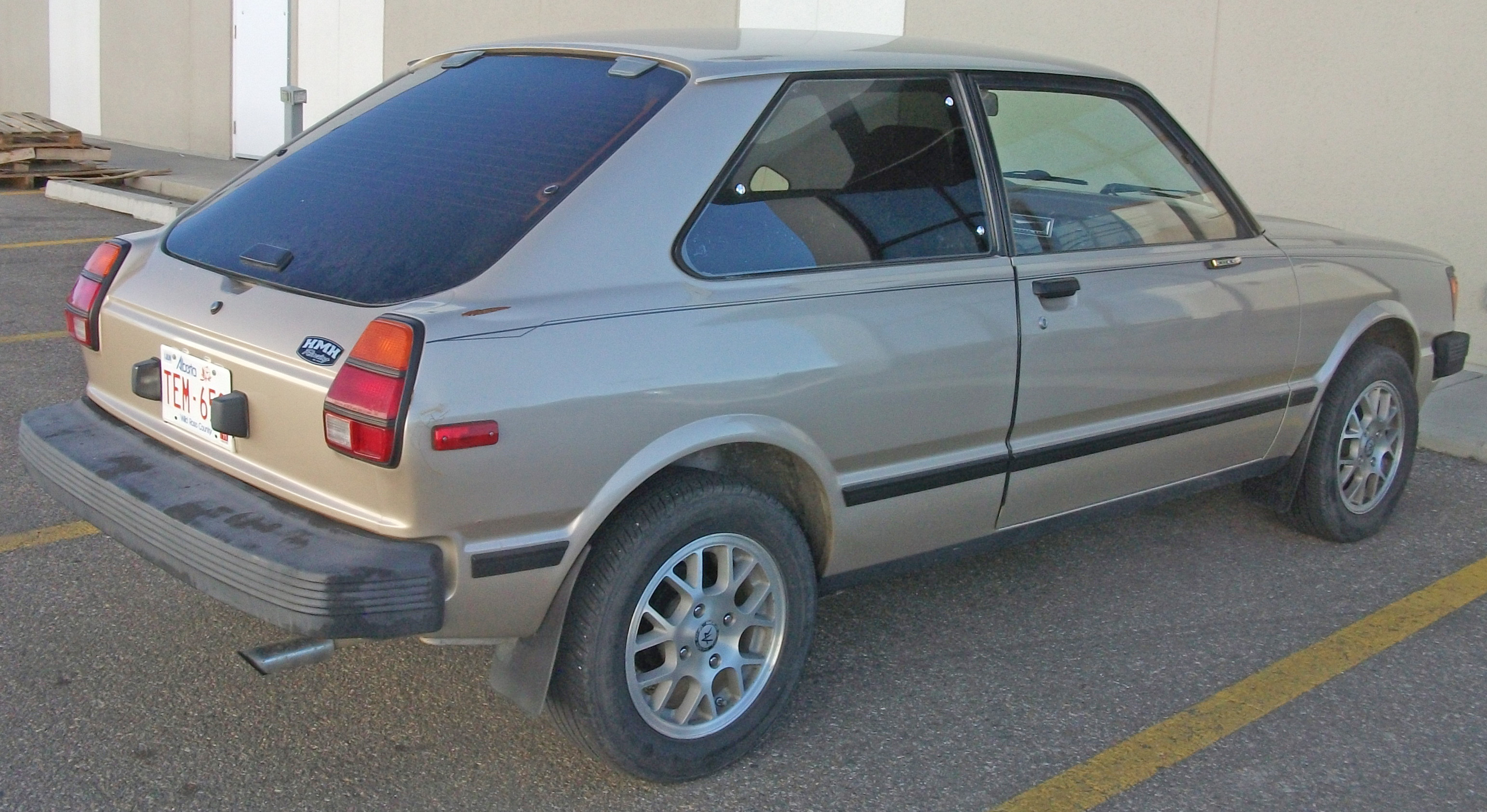
Heckansicht

## 2. Generation L20 (1982–1986)
Der Tercel L20 war speziell für Nordamerika und Europa ausgerichtet und das fünftürige Schrägheckmodell sollte auf dem Heimatmarkt ein Konkurrenzmodell zum Nissan Cherry sein. In Nordamerika war es weiterhin das Einstiegsmodell und in Europa Toyotas direktes Konkurrenzmodell zum VW Golf, Opel Kadett und Ford Escort und weitere Mitbewerber.
Der Verkauf begann im Mai 1982 und überall wurde er nun als Tercel angeboten. Im Heimatmarkt wurde der Tercel über das Toyota-Vista-Händlernetz angeboten. Verfügbar waren die gleichen Motoren, 2A-U 1,3 L mit nun aber 55 kW (75 PS) sowie 1,5 L 3A-U mit 61 kW (83 PS) und zusätzlich 3A-HU mit 63 kW (86 PS).
Letzterer wurde im Export nur im Toyota Sprinter Carib angeboten, Toyotas erstem Sport Utility Vehicle. Den Sprinter Carib entwickelte Toyota eilig aus den feststehenden Plänen des Tercel L20, kombiniert mit dem Hinterradantrieb des Toyota Corolla/Sprinter. So konnte Toyota mittels Verteilergetriebe einen kostengünstigen zuschaltbaren Allradantrieb realisieren. Den Anstoß für dieses Modell gab der 1981 erfolgreich gestartete Nissan Prairie. Anders als dieser war der Sprinter Carib aber kein Minivan, sondern ein Kombi mit hinten erhöhtem Dach für viel Laderaum.
Der Sprinter Carib wurde in Japan erstmals im August 1982 angeboten, auf ihm basierte auch eine viertürige Limousine, die nur in Asien angeboten wurde.
Die Kraftübertragung erfolgte grundsätzlich über 5-Gang-Schaltgetriebe oder optional 3-Stufen-Automatikgetriebe. Nur in Nordamerika verfügte das Basismodell nur über ein manuelles 4-Gang-Getriebe.
- Ab 1983 wurde der Sprinter Carib auch exportiert, als Tercel 4WD nach Europa und Ozeanien und als Tercel Wagon nach Nordamerika. In einigen wenigen Märkten war er auch nur mit Frontantrieb erhältlich.
- Im August 1983 fügte Toyota eine dreitürige Schrägheckvariante in die Modellreihe ein.
- Ab August 1984 baute Toyota auch eine 4WD-Version der Limousine. Gleichzeitig ersetzte der 1,5 L-3A-SU mit 66 kW (90 PS) den 3A-HU sowohl bei der nur in Asien angebotenen Limousine als auch beim Sprinter Carib/Tercel 4WD/Tercel Wagon.
- Im Januar 1985 erschien ein Sondermodell des Schräghecks mit Klimaanlage, das besonders in Nordamerika oft gekauft wurde und dort später als eigene Ausstattungslinie erschien. Im September gab es in Asien das Sondermodell Limousine 4WD VL mit zahlreichen Extras wie elektronischem Fahrwerk, Zweifarbenlackierung, elektrischem Schiebedach und Klimaanlage.
- Die Limousine und der Sprinter Carib erhielten im Mai 1986 ein leichtes Facelift, gleichzeitig wurde die Produktion der Tercel-Schrägheckmodelle eingestellt und auf dem Heimatmarkt durch den Tercel L30 ersetzt. Bis Oktober war die Baureihe L20 im Export noch im Angebot.

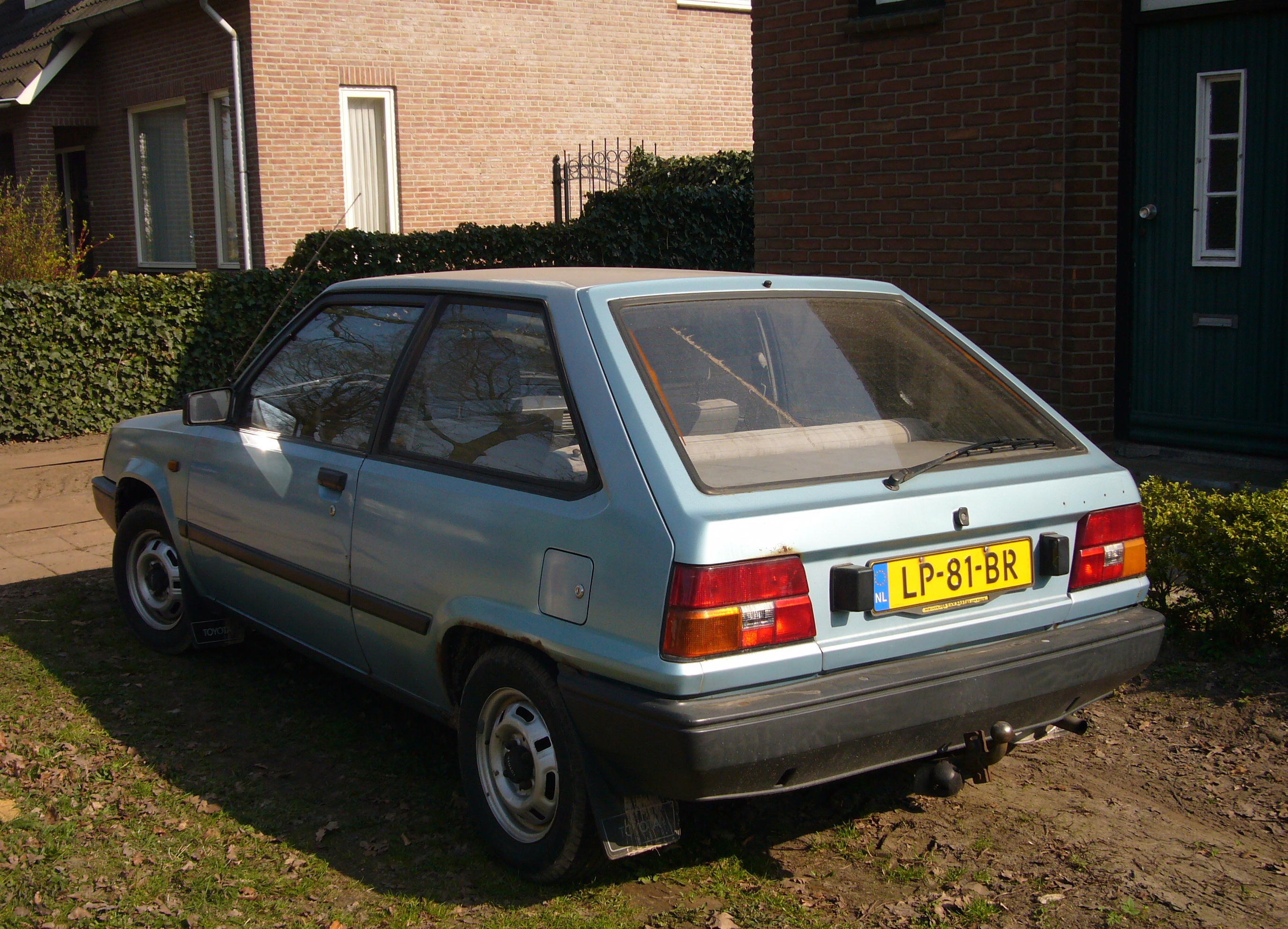
Heckansicht
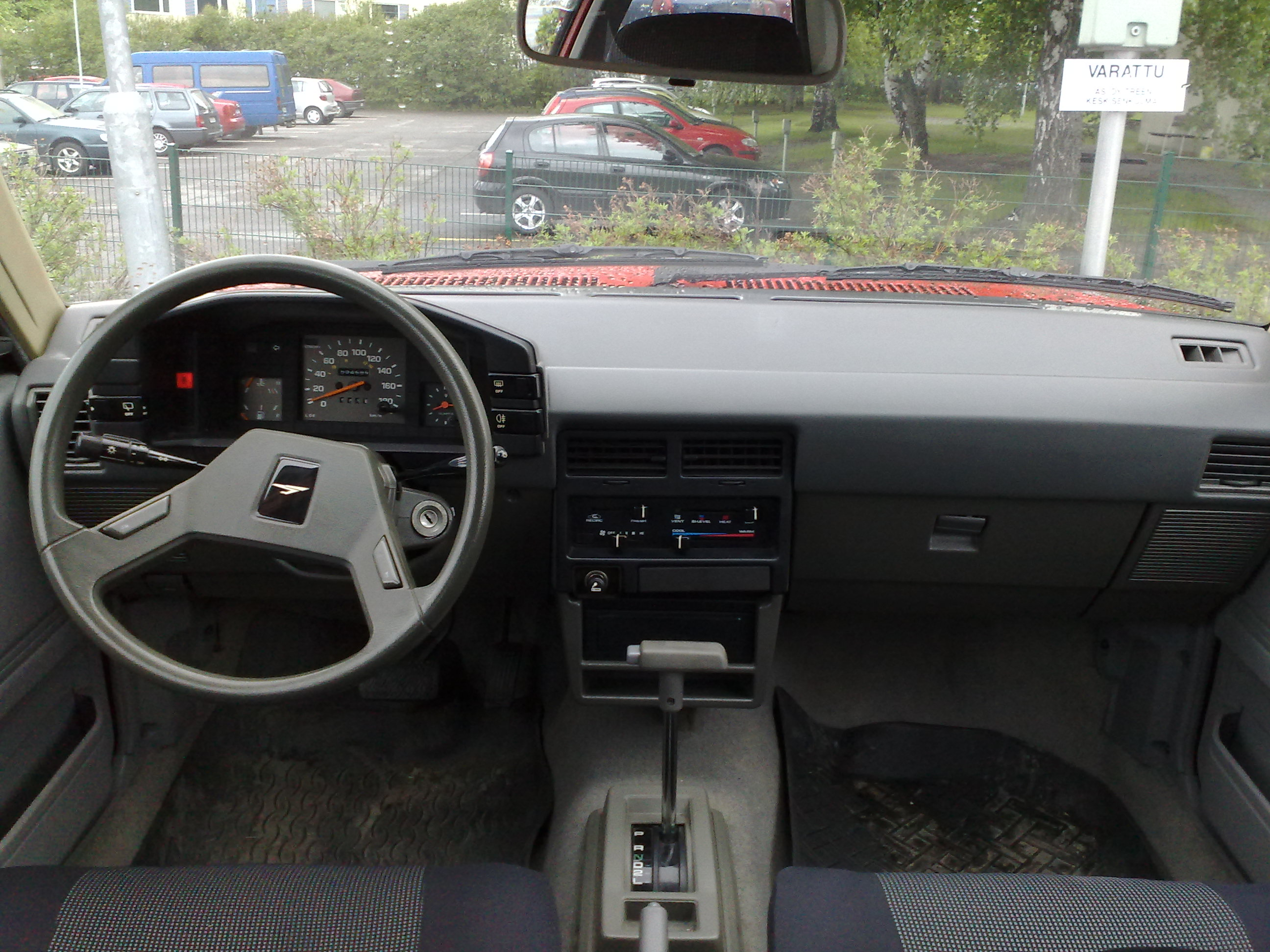
Armaturenbrett der Europa-Version
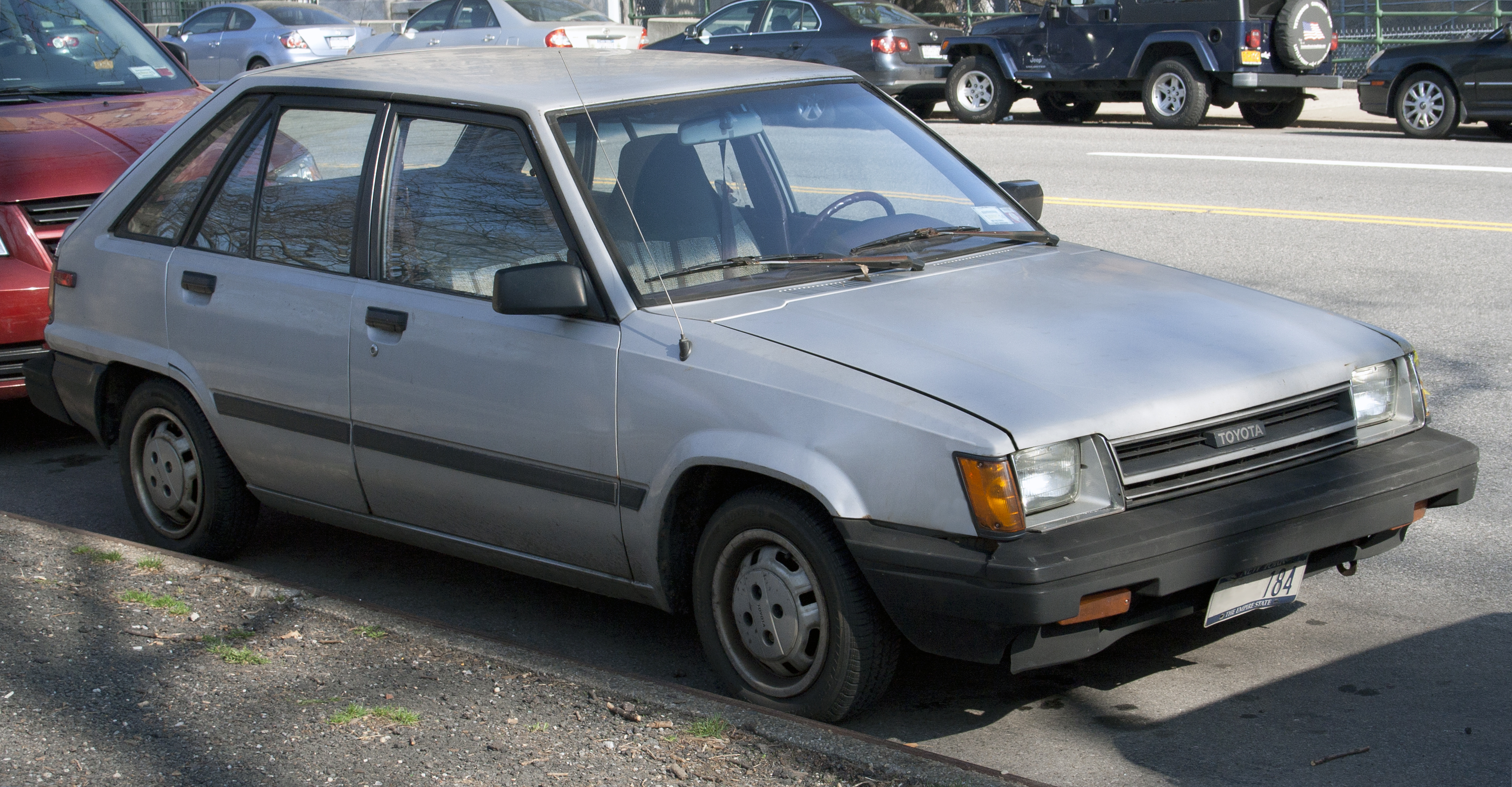
Fünftüriges Schrägheck US-Version
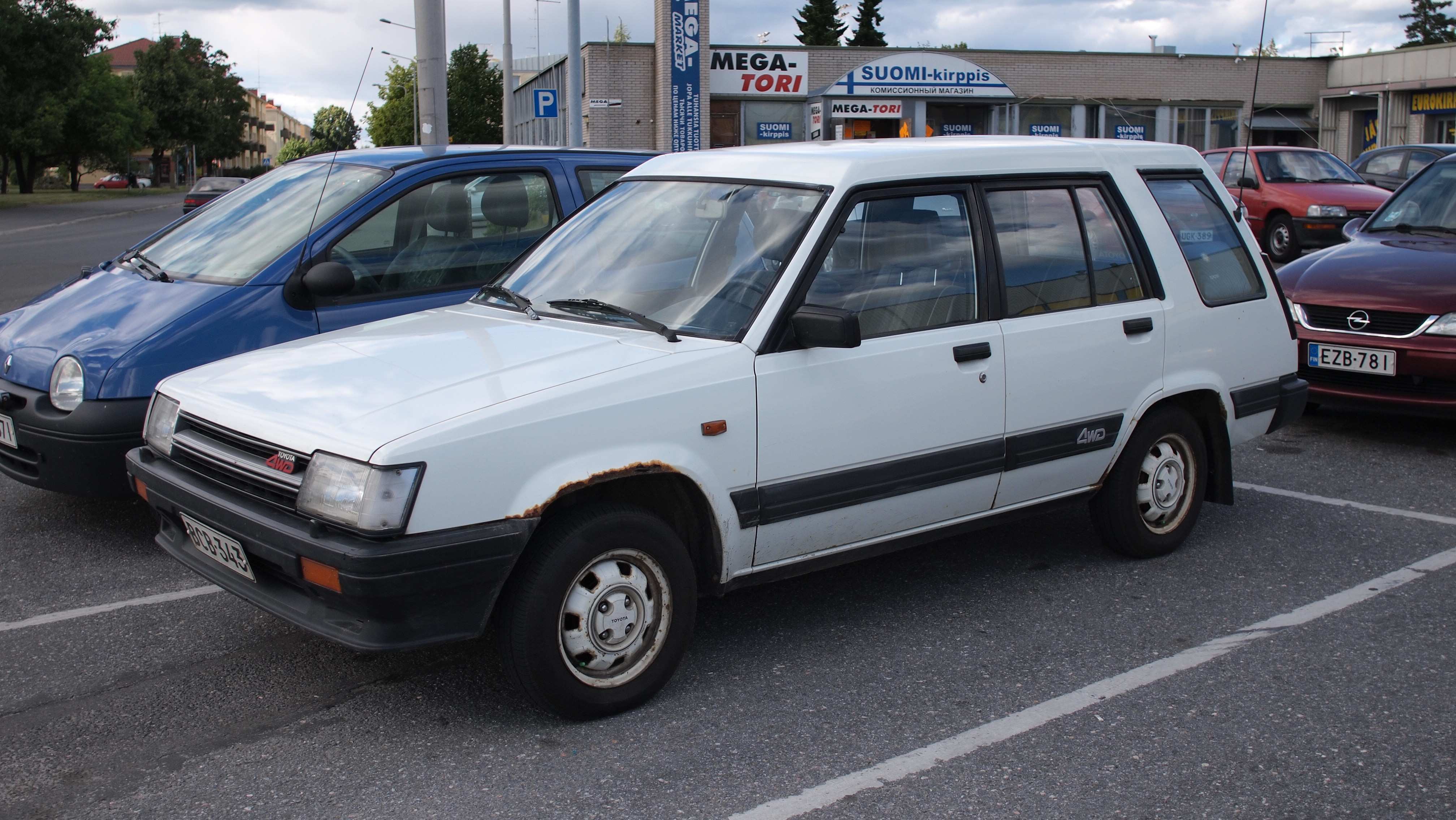
Tercel Wagon Europa
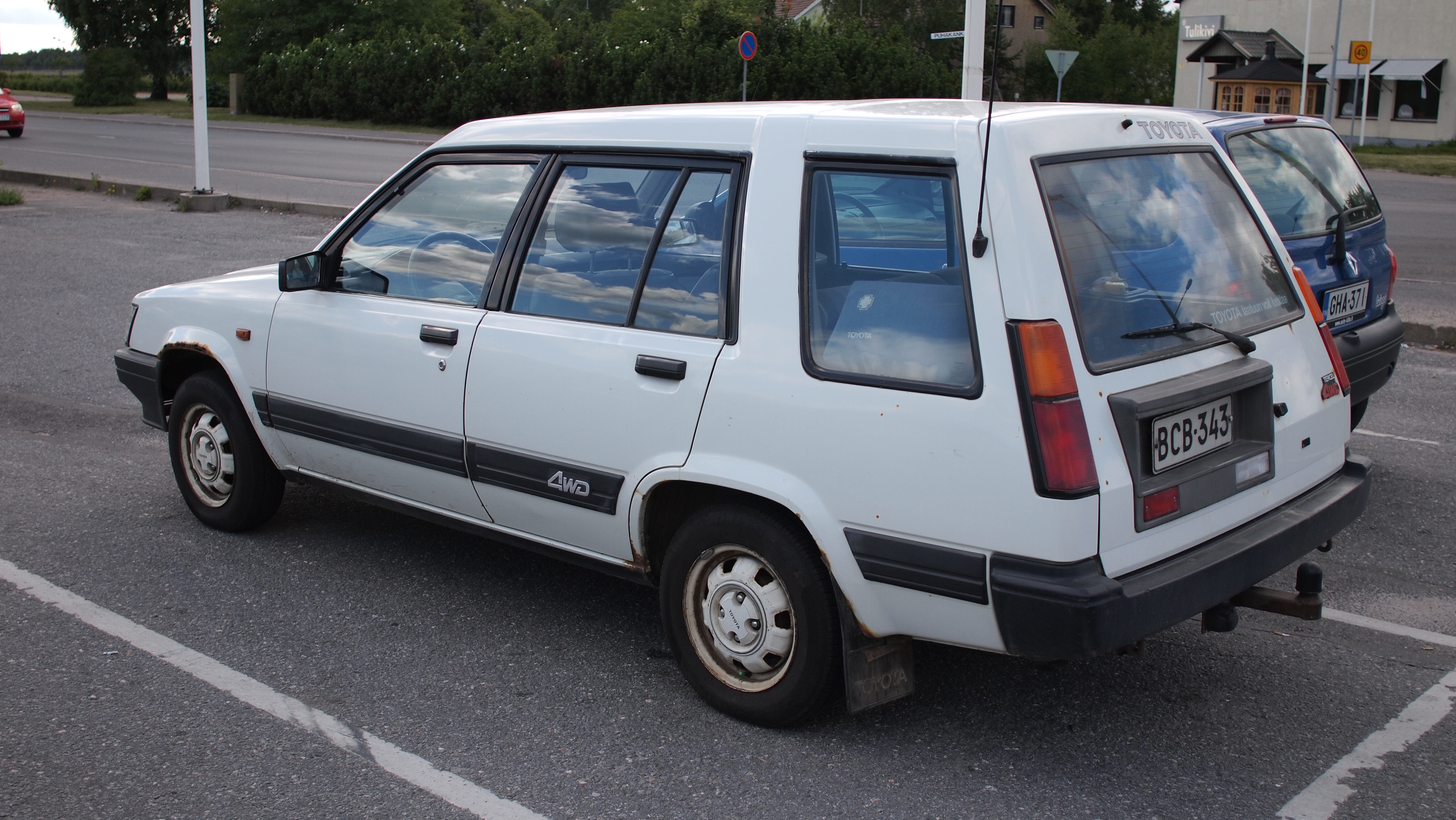
Heckansicht

## 3. Generation L30 (1986–1990)
Im Mai 1986 startete die 3. Generation als drei- und fünftüriges Schrägheck auf dem Heimatmarkt. Teilweise wurde er in Japan nun wieder als Tercel Corsa angeboten. Grundsätzlich blieb das Chassis gleich, der Radstand war aber nun 50 mm kürzer. Die Zahnstangenlenkung wurde gründlich überarbeitet zugunsten eines geringeren Wendekreis und es gab eine neu konstruierte Einzelradaufhängung. Die Motoren wurden nun quer montiert. Die Karosserie war komplett neu gestaltet und vom Toyota Starlet wurde der neue EFI-3E-EU-SOHC-1,5-Liter-12-Ventil-Ottomotor mit variablem Venturi-Vergaser und 58 kW (78 PS) übernommen, genauso wie der 1,5-Liter-1N-T-Dieselmotor jedoch mit Turbolader. Zusätzlich gab es auch noch den leicht überarbeiteten 1,5-Liter-Ottomotor mit 66 kW (90 PS) nun als 3E-U der Limousinen und Kombi-Version des Vorgängers. Diese beiden wurden weiter produziert und wie bisher war die Limousine nur in Asien erhältlich. Der 4WD-Kombi Sprinter Carib war weiterhin als Tercel Wagon oder Tercel 4WD mit dem 3E-U-Motor und 5-Gang-Schaltgetriebe oder 3-Stufen-Automatikgetriebe erhältlich. Neu war nun als Option ein elektronisches Fahrwerk oder Zweifarbenlackierung, in speziellen Ausstattungsversionen gab es diese etwa mit elektrischem Schiebedach, Klimaanlage und weiterer Ausstattung je nach Markt. Eine weitere neue mögliche Option war ein 6-Gang-Schaltgetriebe, das mit einem langsam übersetzten Low-Ride-Anfahrgang für rutschigem Grund in Kombination mit Differentialsperre erhältlich war.
Anders als in Nordamerika wurde in Europa nur noch der Tercel 4WD angeboten, da hier der neue Starlet das Einstiegsmodell war und der Tercel L30 diesem unnötig Konkurrenz gemacht hätte.
Auf dem Heimatmarkt gab es nun ein spezielles Basismodell mit dem 1,3-Liter-Ottomotor des Vorgängers und 4-Gang-Schaltgetriebe oder 3-Stufen-Automatikgetriebe als Tercel VD. Servolenkung und Klimaanlage gab es in den VD-Modellen ebenso wenig wie elektrische Fensterheber und Zentralverriegelung, mit denen die anderen Versionen teilweise serienmäßig ausgestattet waren. Diese verfügten auch über ein 5-Gang-Schaltgetriebe oder optional 4-Stufen-Automatikgetriebe.
- Anfang 1987 erfolgte die Markteinführung der Tercel-L30-Schrägheckmodelle in Nordamerika. Erhältlich war er hier nur mit dem 1,5-Liter-EFI-Motor mit 5-Gang-Schaltgetriebe oder 4-Stufen-Automatikgetriebe. Kurz nach seiner Markteinführung wurde das Basismodell Tercel EZ mit abgesteckter Serienausstattung wie Vinyl-Polsterung, 4-Gang-Schaltgetriebe, Gummimatten statt Teppichboden und ohne Sonnenblende auf der Beifahrerseite eingeführt.

Nur in Nordamerika gab es ein zweitüriges Coupé.
- Im Januar 1988 wurde der Sprinter Carib auf dem Heimatmarkt durch eine neue Generation ersetzt. Im Mai 1988 folgte diesem auch eine Limousinenversion. Beide basierten auf dem Toyota Corolla. Beim Tercel L30 erfolgten kleinere Detailänderungen zusammen mit der Einführung des GP-Turbo mit rundum Spoilerpaket und des VS-i, jeweils mit 1,5-Liter-Motor und Turbolader auf dem Heimatmarkt. Die VD-Version mitsamt dem 1,3-Liter-Ottomotor entfiel ersatzlos, jedoch wurde eine abgespeckte Version als VR eingeführt. Diese Generation des Sprinter Carib wurde in Europa als Toyota Corolla Tercel 4WD angeboten.
- 1989 wurde die Produktion des Sprinter Carib I eingestellt. In Nordamerika wurde der Tercel Wagon noch bis Ende 1989, in Europa der Tercel 4WD noch bis Frühjahr 1990 angeboten.
- Anfang 1990 erhielt der Tercel L30 Zwei-Punkt-Sicherheitsgurte für Fahrer und Beifahrer. Die Produktion dieser Baureihe endete im August 1990.

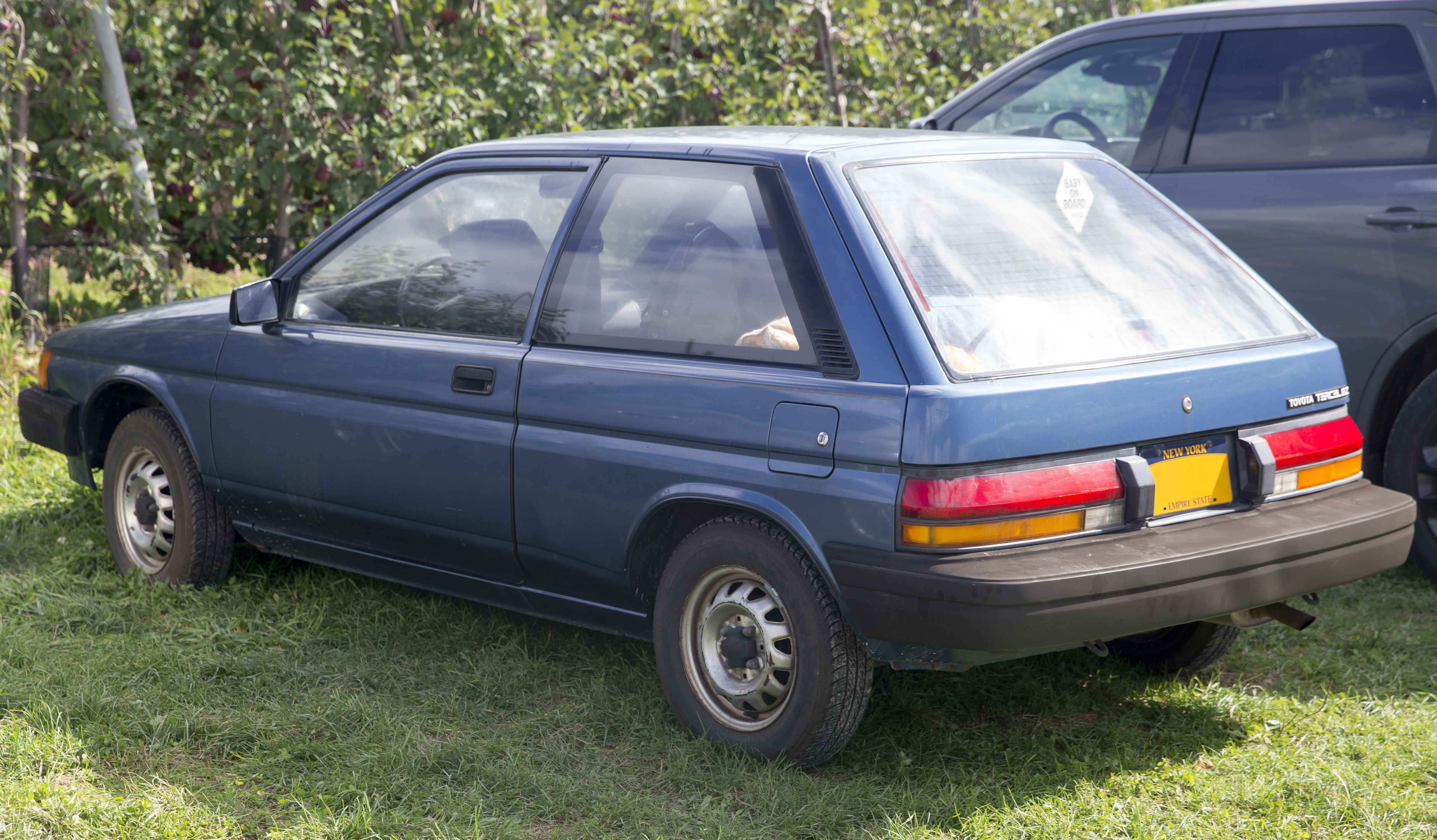
Heckansicht
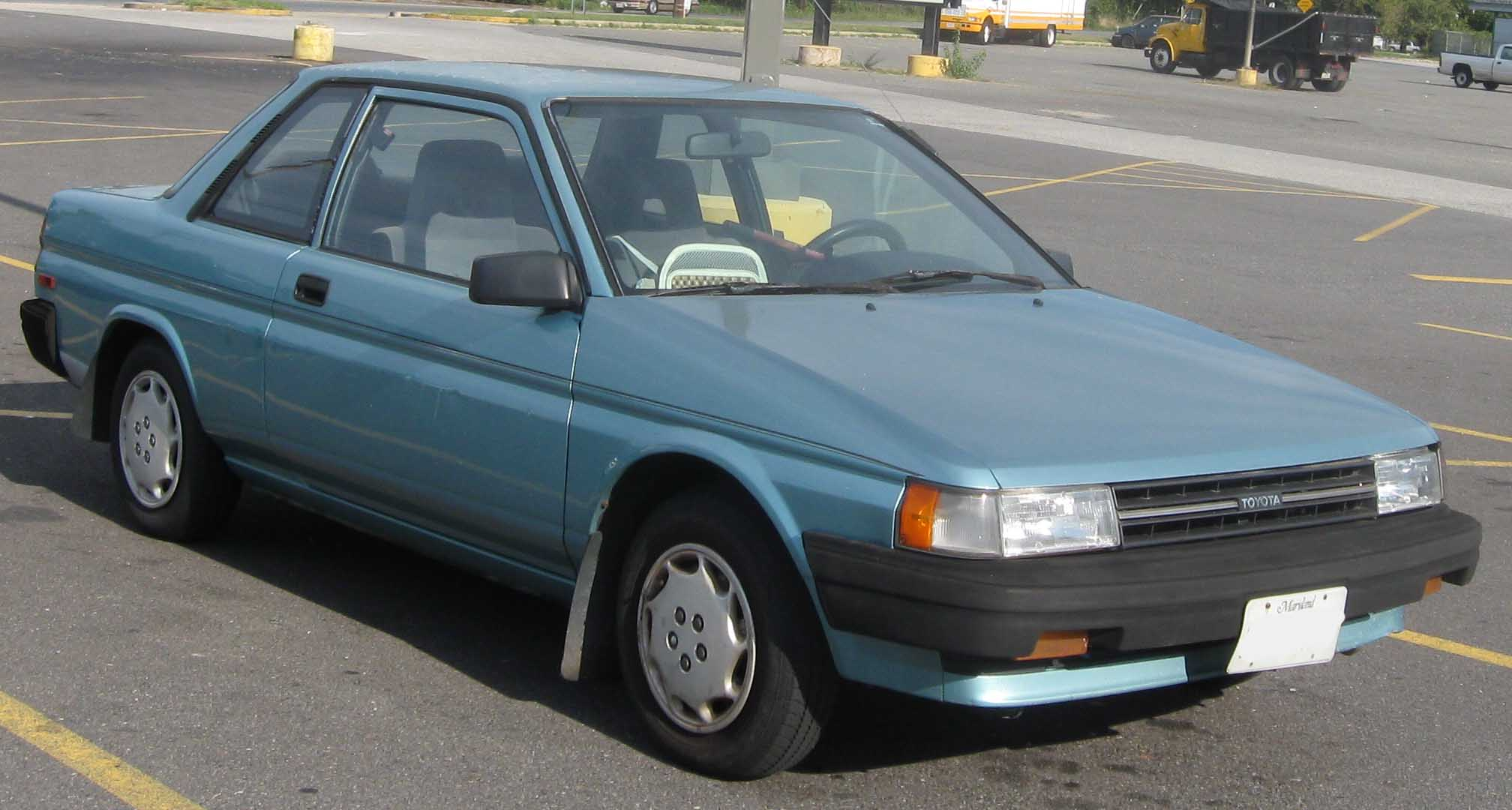
Coupé
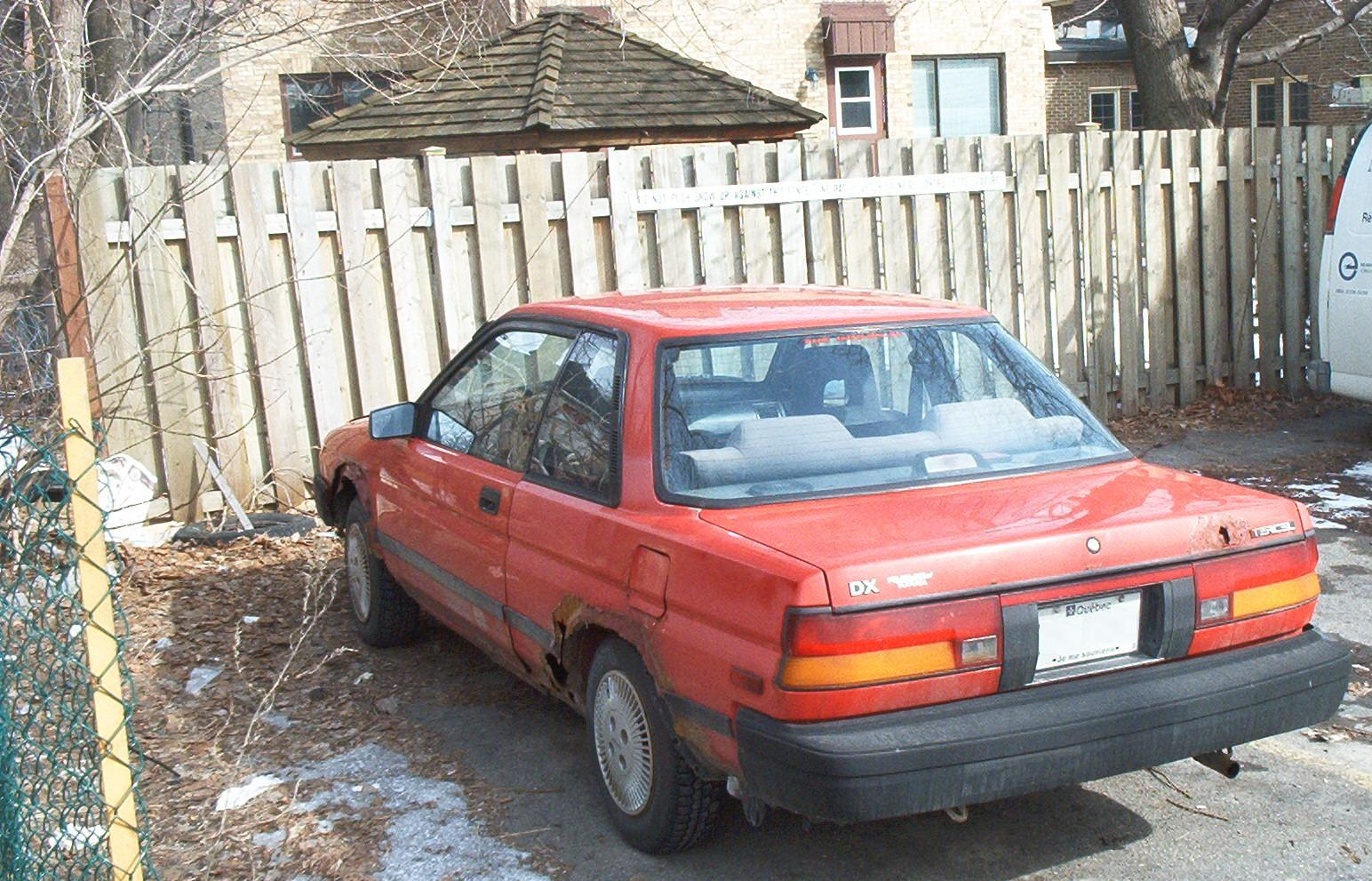
Heckansicht
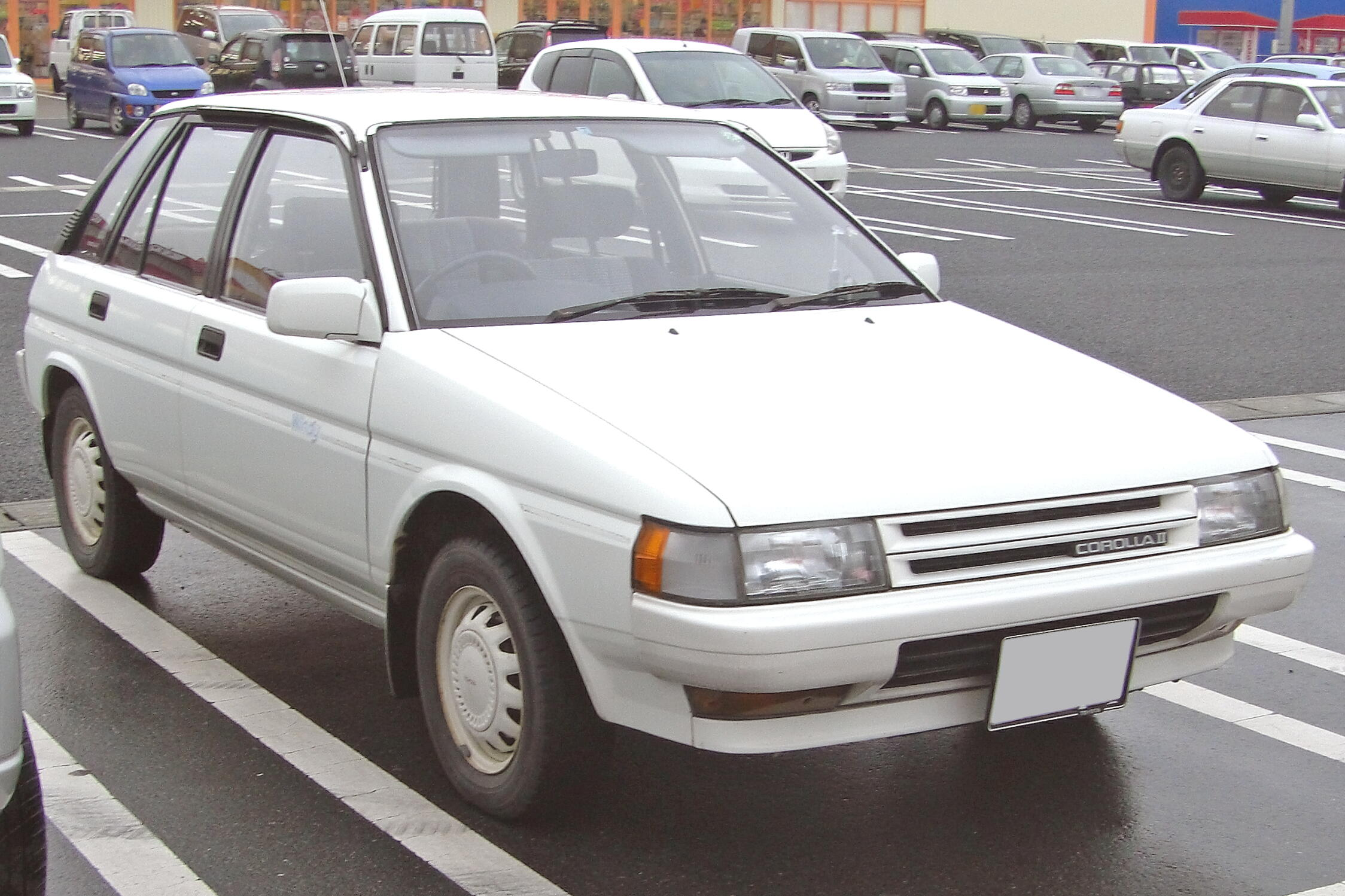
Toyota Corolla II (Japan)
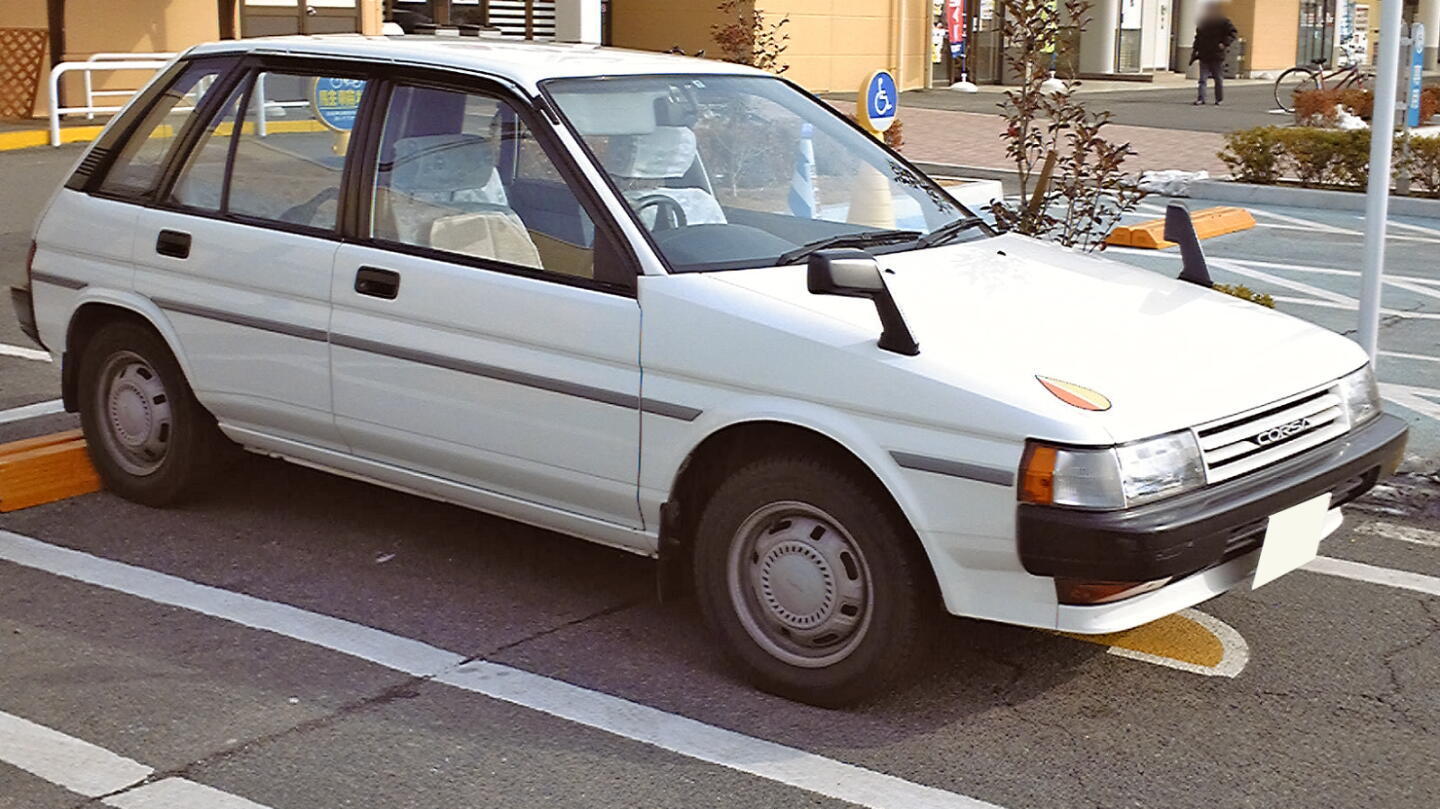
Toyota Corsa (Japan)
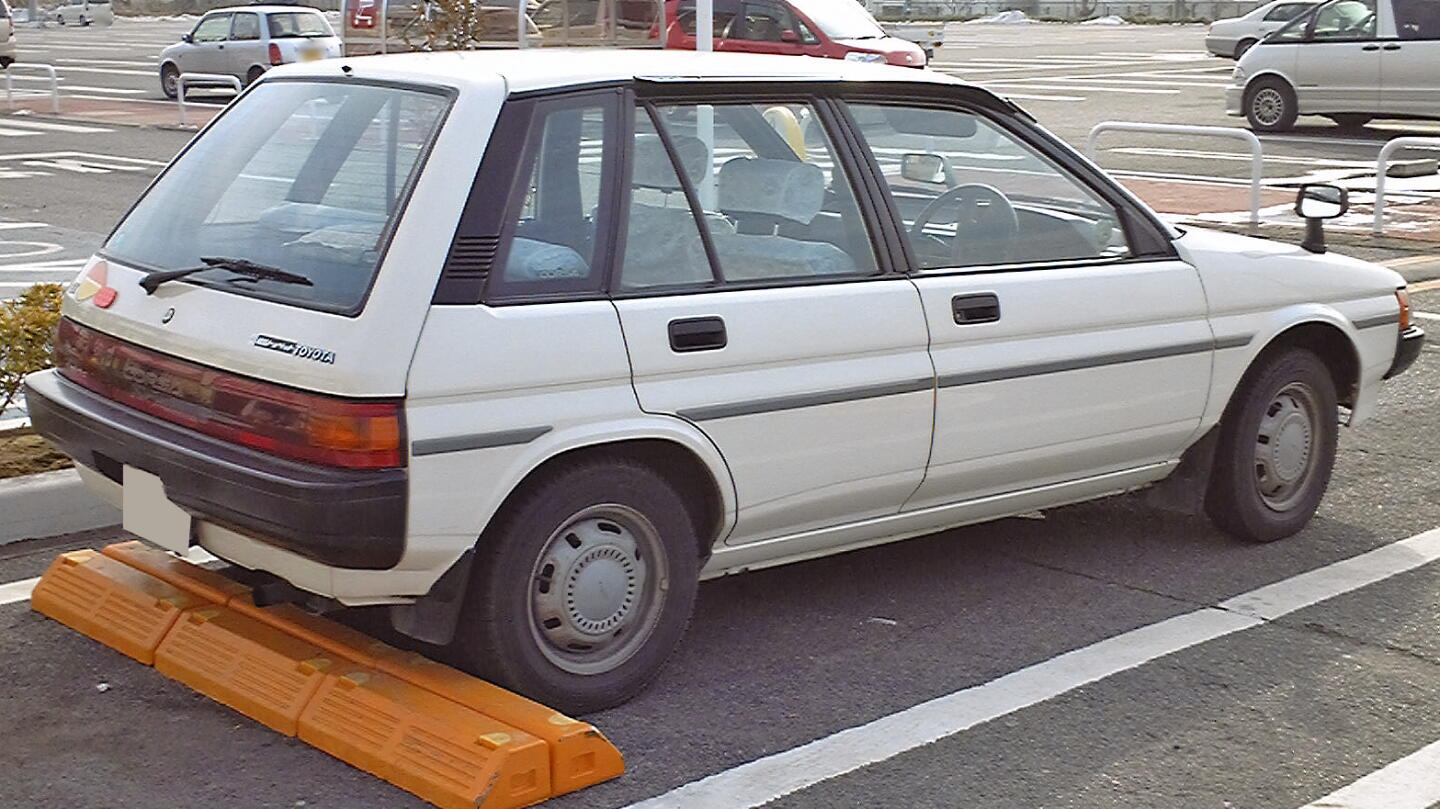
Heckansicht
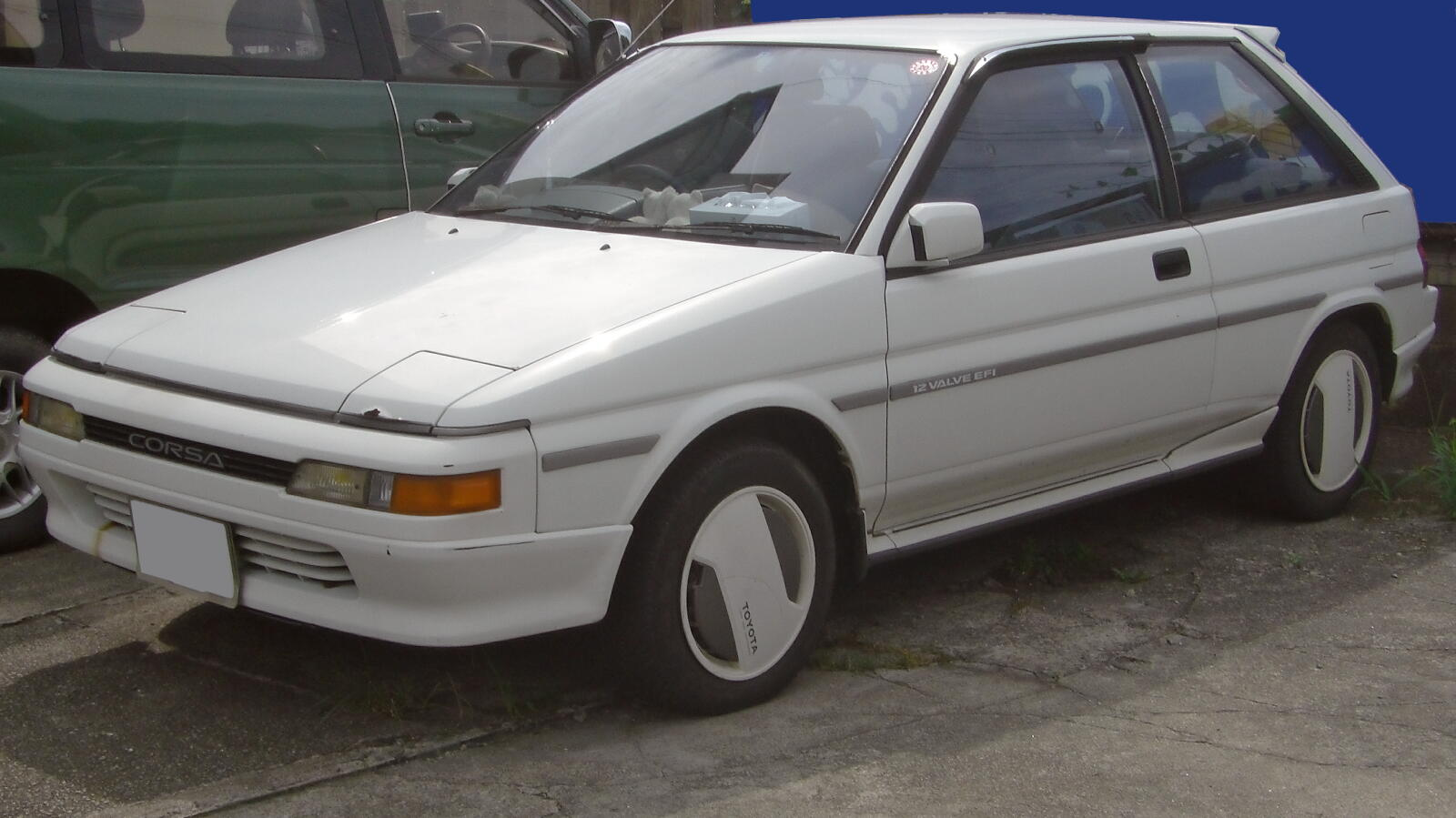
Toyota Corsa Retra SXi (Japan)

## 4. Generation L40 (1990–1994)
Im September 1990 startete die L40-Generation auf dem Heimatmarkt wie zu Beginn der Modellreihe wieder als Corolla II. Die Basis für diese Baureihe stellte der neue Toyota Starlet, mit dem das nur noch dreitürige Schrägheck auch äußerlich ziemlich gleich war. Dieses wurde wieder als Tercel Corsa vermarktet. Die viertürige Limousine trug weitgehend die Front des Starlet und war ansonsten eine eigenständige Entwicklung. Vom Starlet übernommen wurden auch der 1,3-l-Ottomotor sowie der 1,5-l-Dieselmotor 1N-T mit 49 kW (67 PS). Darüber hinaus gab es einen neuen 1,5-Liter-16-Ventil-Twincam-Ottomotor 3E-E mit 70 kW (95 PS) und 82 kW (112 PS). Zudem war der Tercel L40 exklusiv in Asien in beiden Karosserieversionen mit Allradantrieb erhältlich. Gegenüber dem Vorgänger war die innere Optik und Haptik deutlich hochwertiger gestaltet. Der SOHC 4E-FE 1,3 Liter mit 58 kW (79 PS) wurde nur im Basismodell VE mit 4-Gang-Schaltgetriebe oder 3-Stufen-Automatikgetriebe angeboten. Ein Antiblockiersystem für die 1,5-Liter-Motoren war bei den VS/VX-Versionen optional erhältlich und in der höchsten Ausstattungsversion VZ serienmäßig. Die Kraftübertragung bei diesen Motoren erfolgte mit 5-Gang-Schaltgetriebe oder 4-Stufen-Automatikgetriebe. In Europa gab es das Modell erneut nicht mehr, der Name Tercel wurde aber bei dem hier 1990 eingeführten Toyota Sprinter Carib II mitverwendet, dieser hieß hier Toyota Corolla Tercel 4WD. In Nordamerika wurde dieser als Corolla AllTrac vermarktet. Dort startete die Tercel-L40-Baureihe im Januar 1990. Jedoch war hier nur die Limousine und wiederum exklusiv ein Coupé erhältlich, parallel zum auf dem Tercel L40 basierenden Sportcoupé Toyota Paseo. Der Tercel L40 war in Nordamerika nur mit dem 1,5-Liter-Ottomotor erhältlich; anders als bei der japanischen Limousine gab es andere Rückleuchten und die Optik und Haptik im Innenraum war einfacher gestaltet. In Wagenfarbe lackierte Stoßfänger, Radzierblenden und zu 2/3 umlegbare Rücksitze waren in den DX-Versionen Serienausstattung und optional für das Basismodell LE erhältlich. Dieses musste auch wieder serienmäßig nur mit 4-Gang-Schaltgetriebe auskommen oder der Käufer wählte optional das 5-Gang-Schaltgetriebe oder das 4-Stufen-Automatikgetriebe.
- In Chile wurde die Tercel Limousine 1991 mit dem SOHC 2E-FE 1,3-Liter-Vergaser-Ottomotor mit 58 kW (79 PS) als Corolla Tercel eingeführt mit Drehzahlmesser und vier Speichenlenkrad. Der Erfolg war aufgrund des Namens Corolla und des zu hohem Basispreises nur mäßig.
- Im September 1992 erfolgte ein leichtes Facelift mit neuen Front- und Heckstoßfängern und der Einführung eines Fahrerairbag. Der 1,5-Liter-Ottomotor verfügte nun über elektronisch geregelte Benzineinspritzung. In Kanada wurde diese Version parallel eingeführt mit hochwertiger Ausstattung aufgrund der verschärften strengeren Abgasnorm und als Ersatz des dort ausgelaufenen Crolla E90. Der Tercel wurde dort daraufhin ein großer Verkaufserfolg. In den USA waren die Änderungen zusammen mit der serienmäßigen Einführung von ABS ab 1993 enthalten.
- Ohne größere Änderungen wurde der Tercel L40 bis August 1994 produziert, lediglich die Klimaanlage erhielt Anfang 1994 ein FCKW-freies Kältemittel.

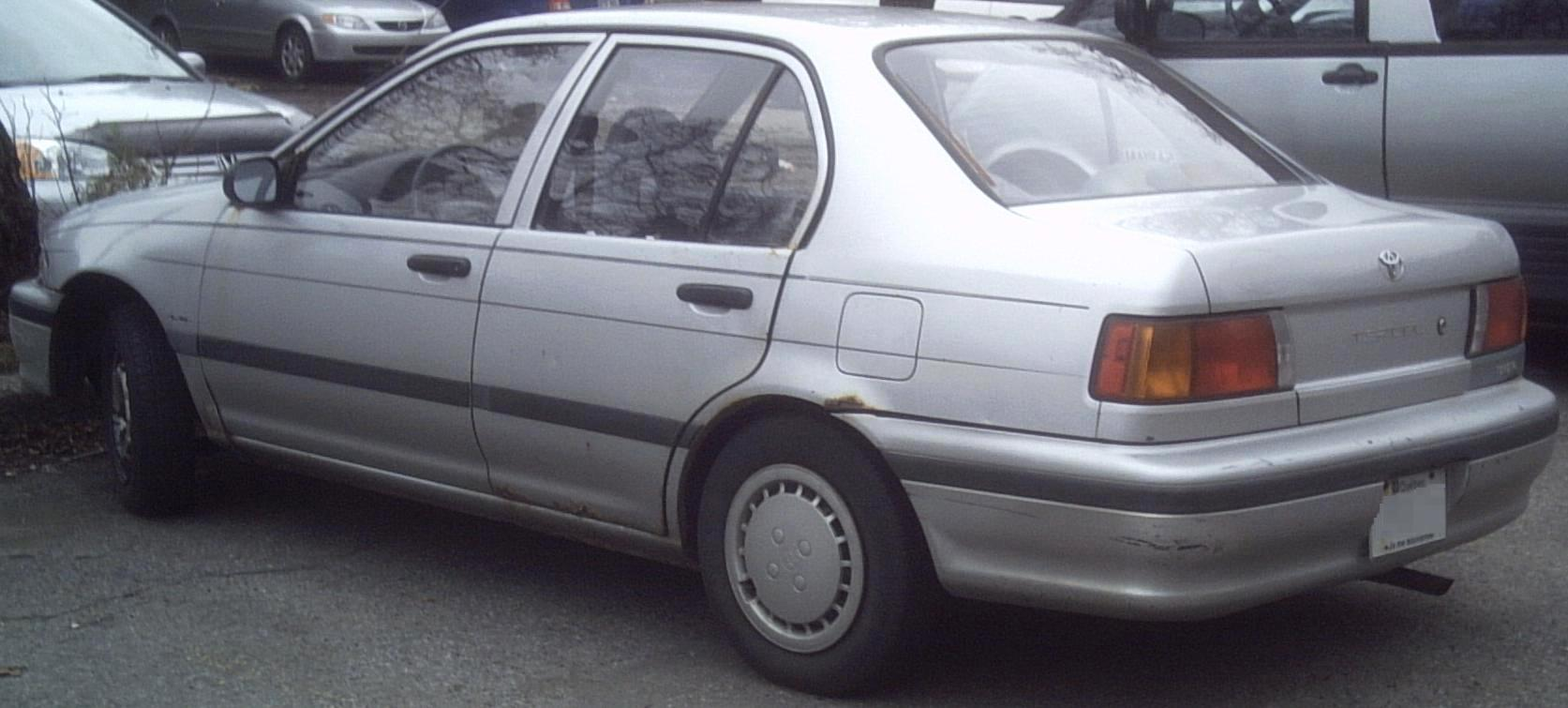
Heckansicht
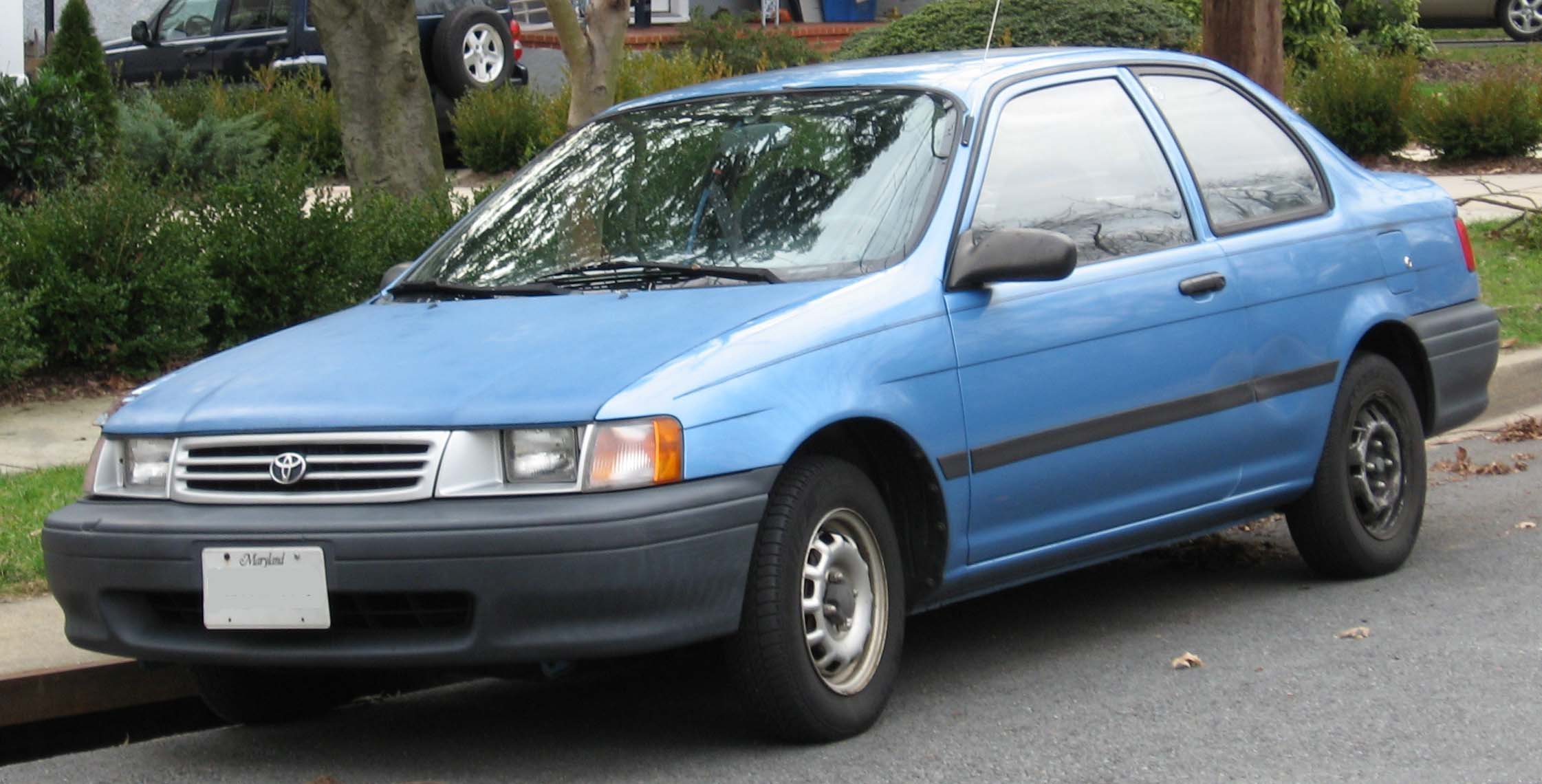
Tercel Coupé
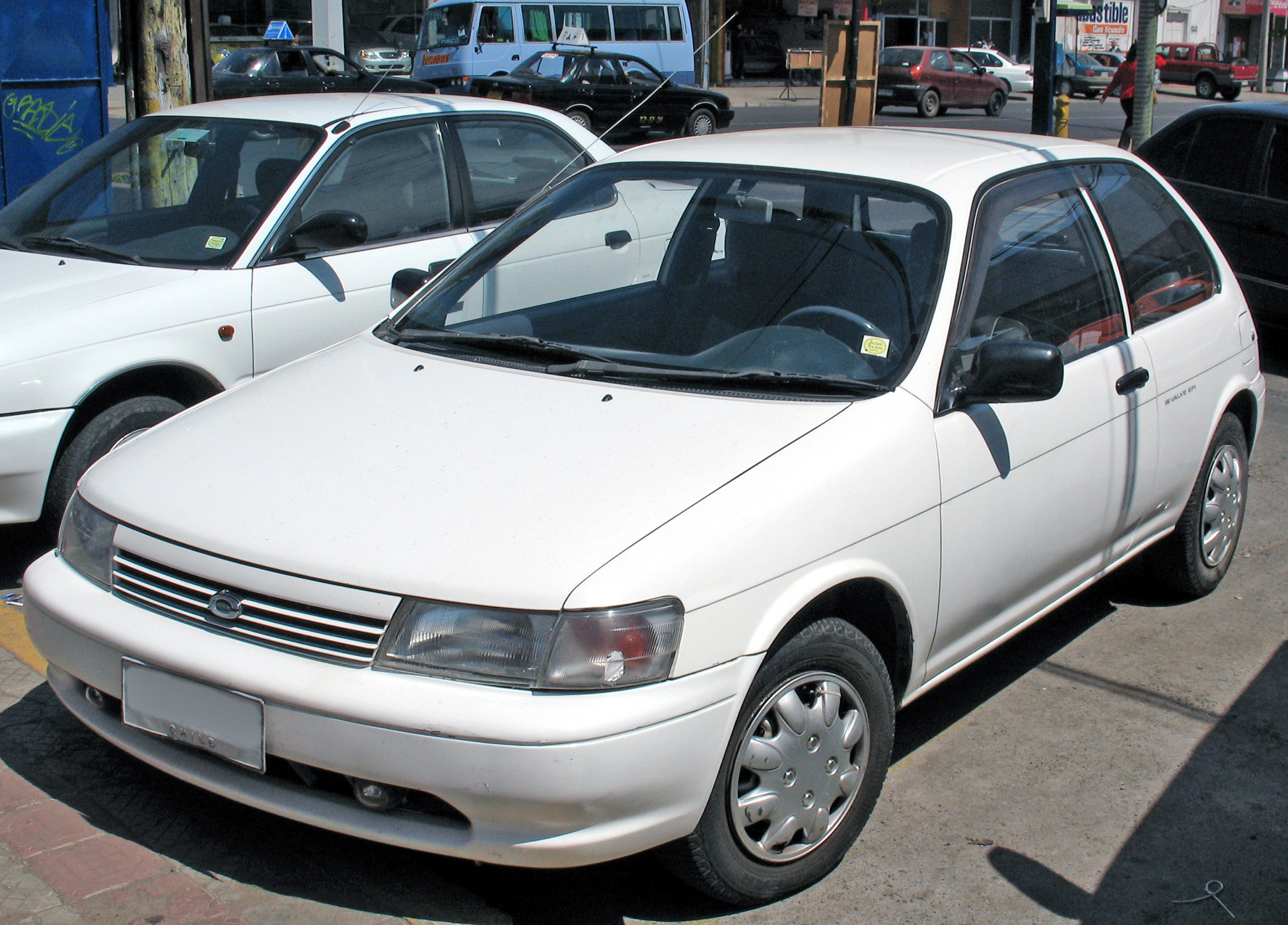
Toyota Corolla II (Japan)
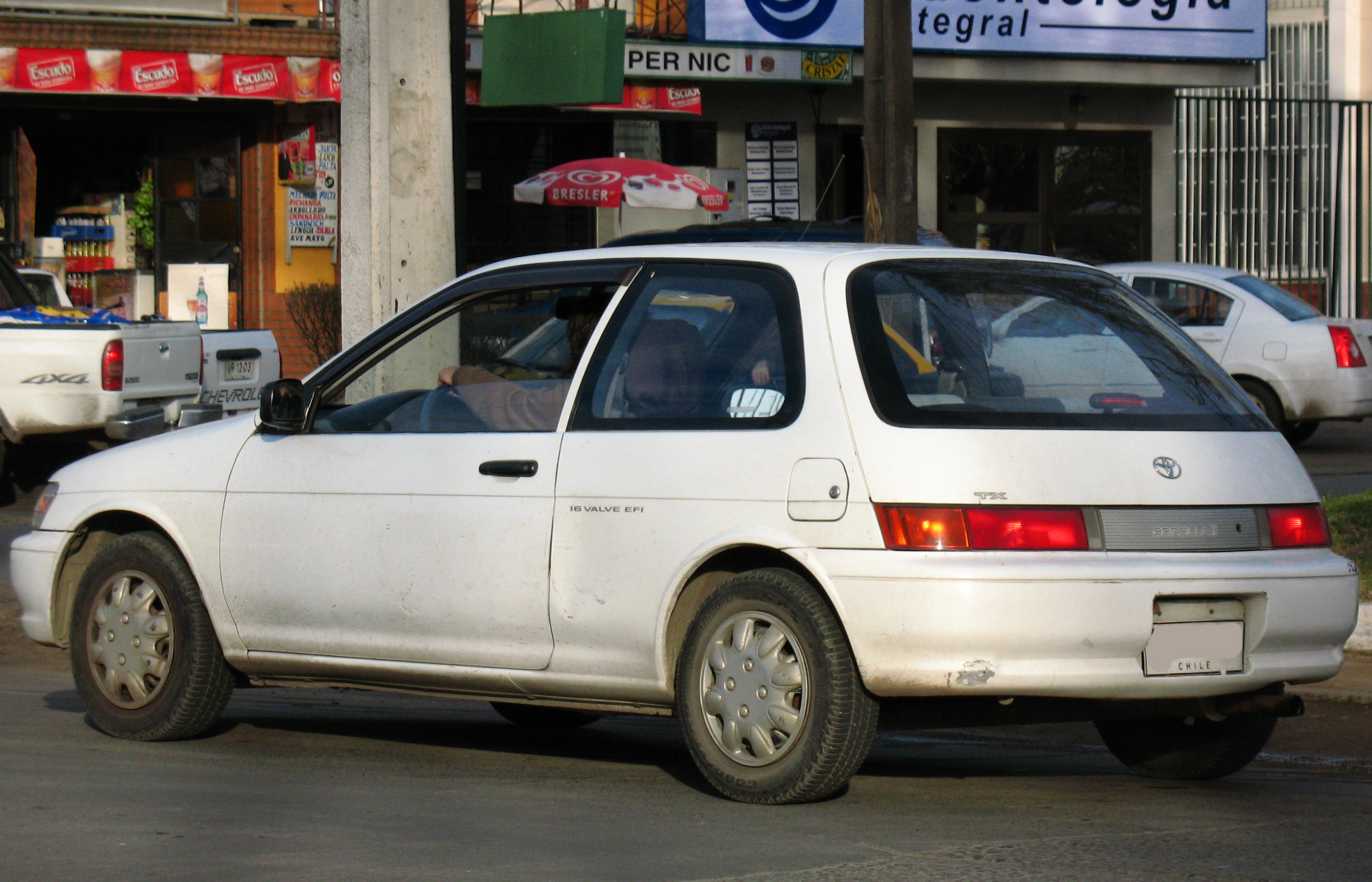
Heckansicht
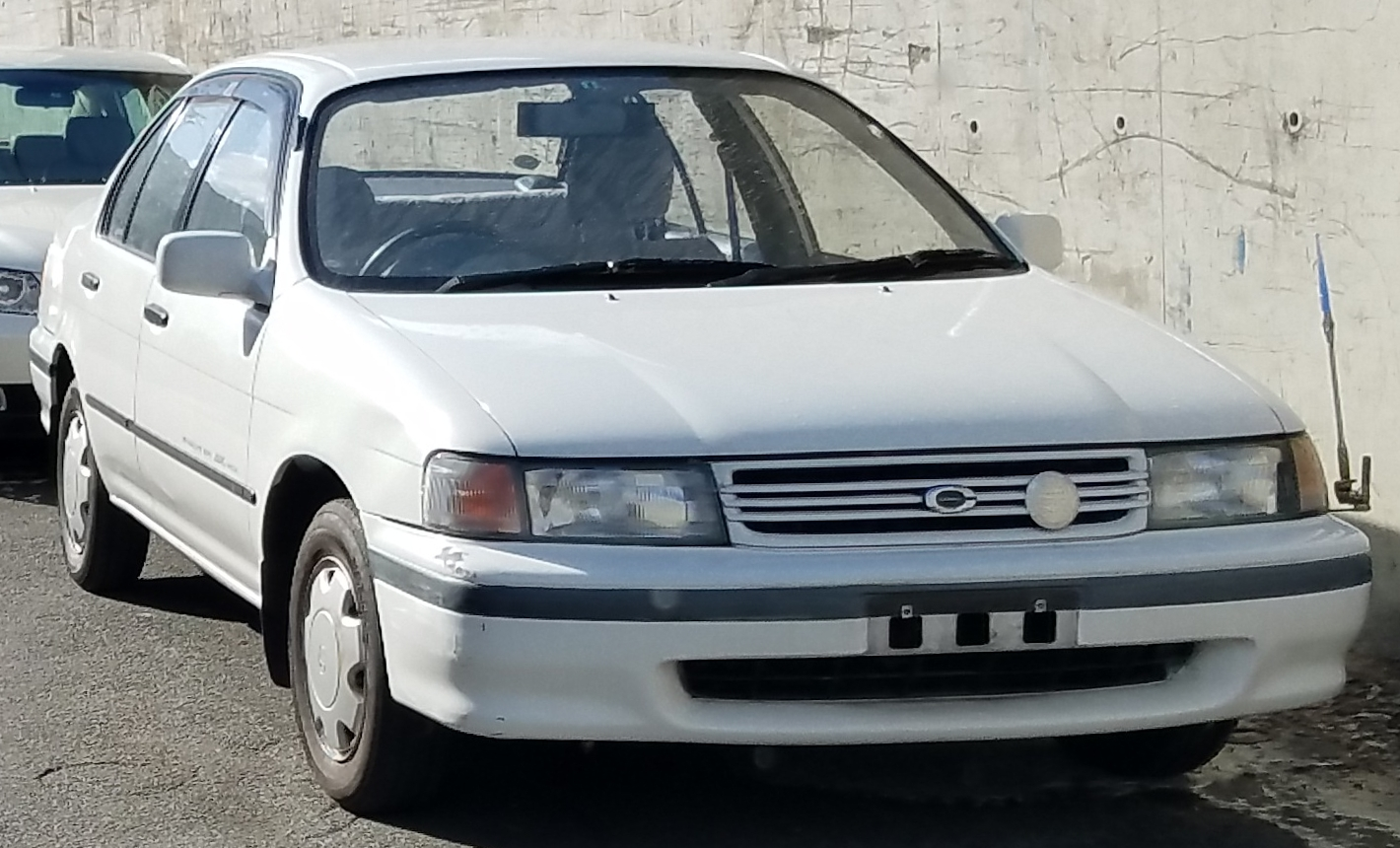
Toyota Corsa
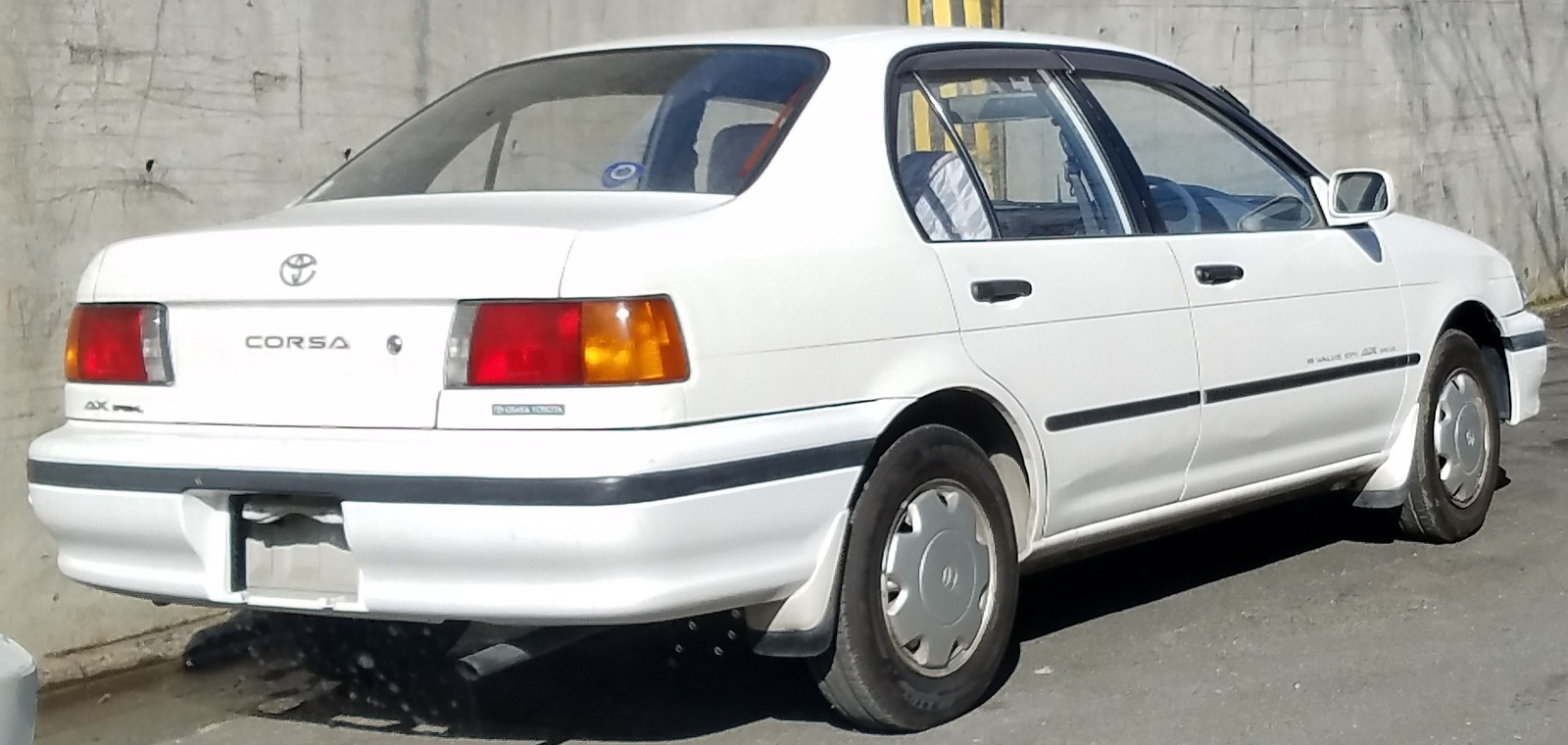
Heckansicht

## 5. Generation L50 (1994–2000)
Im September 1994 wurde der Tercel L50 weltweit eingeführt. Das Chassis entsprach dem des Vorgängers, die Karosserien waren aber neu gestaltet und verwindungssteifer. In Japan hieß die Limousine wieder Toyota Corolla II und das Schrägheckmodell nun nur noch Toyota Corsa. Das Armaturenbrett wurde ebenso im Toyota Starlet und Toyota Paseo verbaut.
Wieder exklusiv in Nordamerika gab es eine Coupé-Version, während das Schrägheck dort nicht erhältlich war. Dort gehörte der Tercel auch zu den wenigen Autos, die über einen OBD-II-Stecker zur Fehlerauslese verfügten.
Auf dem Heimatmarkt hieß das Basismodell nun Joinus, darüber rangierten Avenue und VX und dort war auch wieder optional Allradantrieb erhältlich. Neben ABS und Fahrerairbag zählte auch ein Beifahrerairbag überall zur Serienausstattung, lediglich in Kanada war dieser im Basismodell nur als Option erhältlich. Als weitere verbesserte Sicherheitsausstattung wurden nun Dreipunkt-Sicherheitsgurte verbaut.
Für Mittel- und Südamerika wurde der Tercel nun in Zhongli (Taiwan) noch mit dem 1,3-Liter-Vergasermotor 2E-FE mit 58 kW (79 PS) verbaut, in den anderen Märkten der gleich starke 4E-FE mit Benzineinspritzung. Ausschließlich in Japan war auch der 1453 cm³ große 1N-T-Turbodiesel mit 49 kW (67 PS) wieder erhältlich, während der 1,5-Liter-Ottomotor 5E-FE eine überarbeitete Version des Vorgängers war und nun mit 69 kW (94 PS) über 13 % mehr Drehmoment verfügte und 15 % weniger Kraftstoff verbrauchte. Auf einigen Märkten und im Heimatmarkt war er auch mit 70 kW (95 PS) verfügbar.
Wie schon zuvor gab es die 1,3-Liter-Motoren nicht in Nordamerika und nur mit 4-Gang-Schalt- oder 3-Stufen-Automatikgetriebe sowie die 1,5-Liter-Motoren mit 5-Gang-Schaltgetriebe oder 4-Stufen-Automatik.
- In Chile wurde die 5. Generation ab September 1995 mit einer 70 kW (95 PS)-Version des 1,5-l-Ottomotor 5E-FE eingeführt und zum Car of the Year in Chile gewählt. Bis zum Produktionsende war er dort das am zweitbesten verkaufte Auto.
- Ein Facelift erfolgte im Dezember 1997 mit Dreh- statt Schiebereglern der Lüftung, überarbeiteten Sitzbezügen und Türverkleidungen, automatischer statt manueller Klimaanlage und verbesserter Zündanlage bei allen Ottomotoren.

Äußerlich war die Front neu gestaltet mit neuen Scheinwerfern, neuem Kühlergrill und Frontschürze. Zudem gab es nun Klarlichtblinker vorne und hinten. Auch das Heck erhielt neue Rücklichter und Stoßfänger. Dadurch war die Baureihe nun länger und breiter.
- Mitte 1998 wurden die Tercel-Modelle in den USA durch den Toyota Echo abgelöst.
- Ende 1998 löste in Japan der dort Toyota Platz genannte Echo die Tercel-Limousine Corolla II ab.
- 1999 wurde in Japan der Verkauf des Tercel-Schräghecks Toyota Corsa eingestellt, der bereits seit Ende 1998 mit dem Toyota Vitz ein Nachfolgemodell erhalten hatte. Bis 2000 wurde der Tercel noch in Kanada, Puerto Rico und anderen Ländern angeboten. Nachdem die Produktion in Japan schon 1999 eingestellt worden war, kamen die Modelle zuletzt aus Taiwan, wo die Produktion noch bis Anfang 2000 lief.

Überall war der Toyota Echo und/oder Toyota Vitz das Nachfolgemodell.

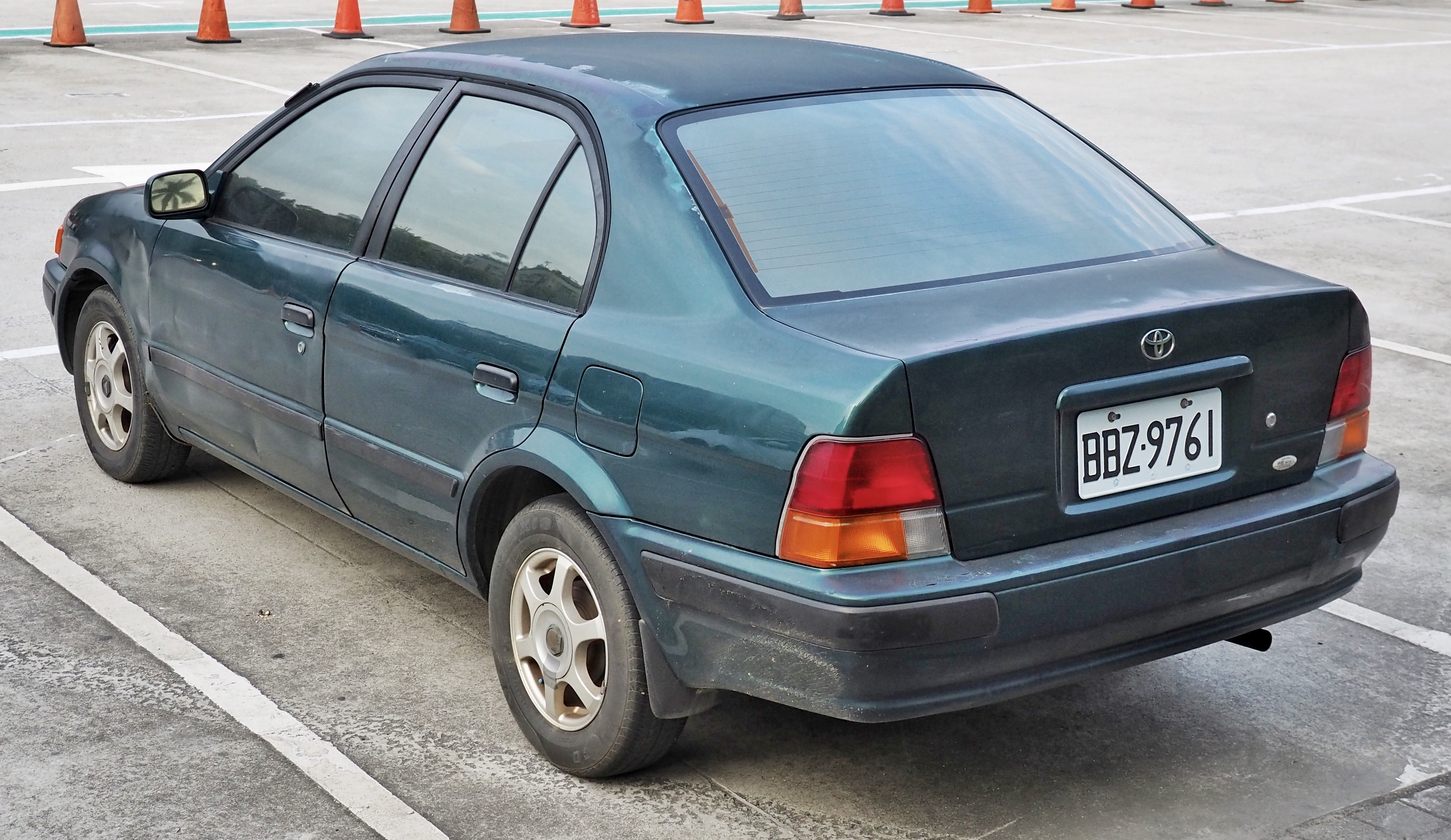
Heckansicht
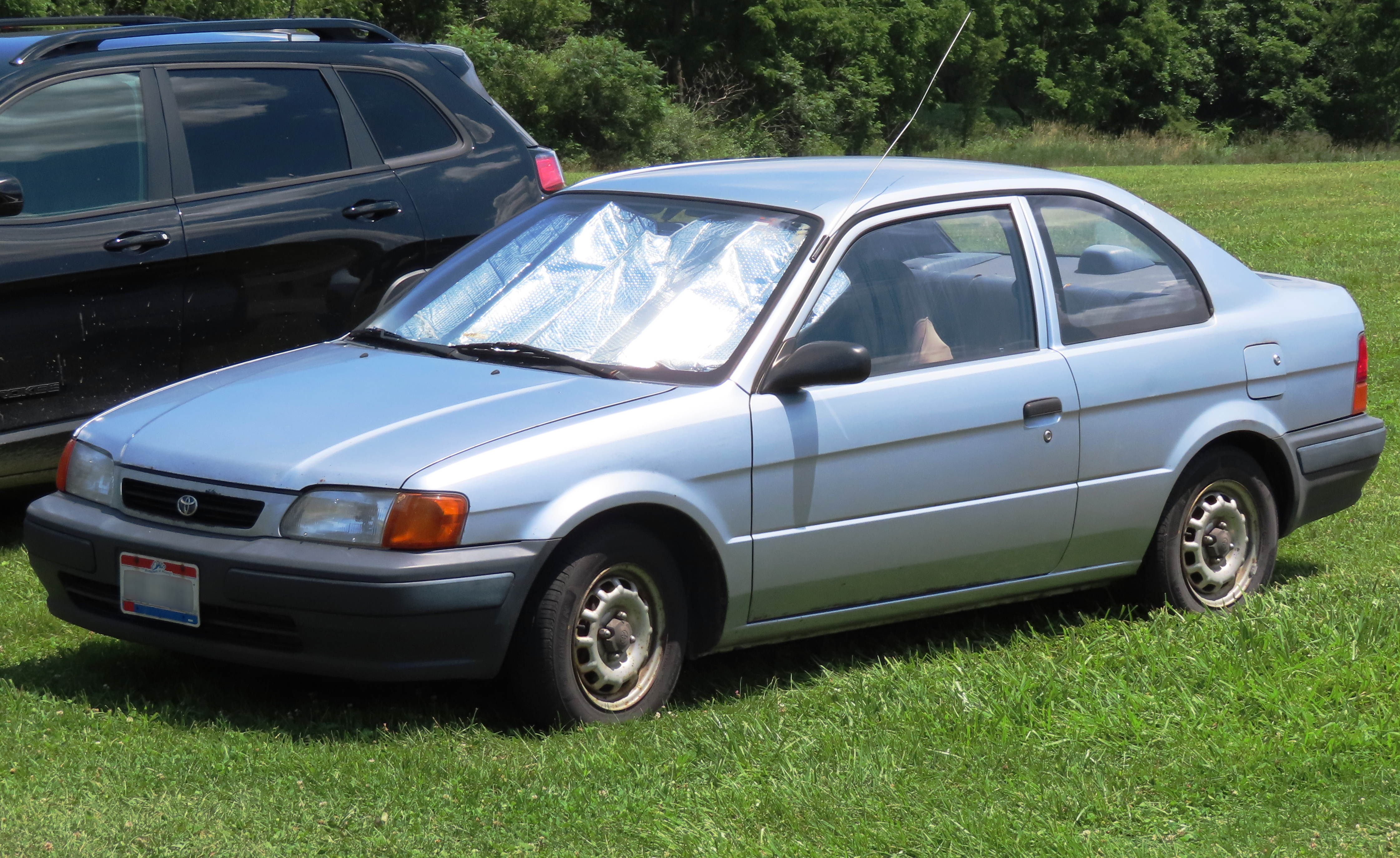
Tercel Coupé
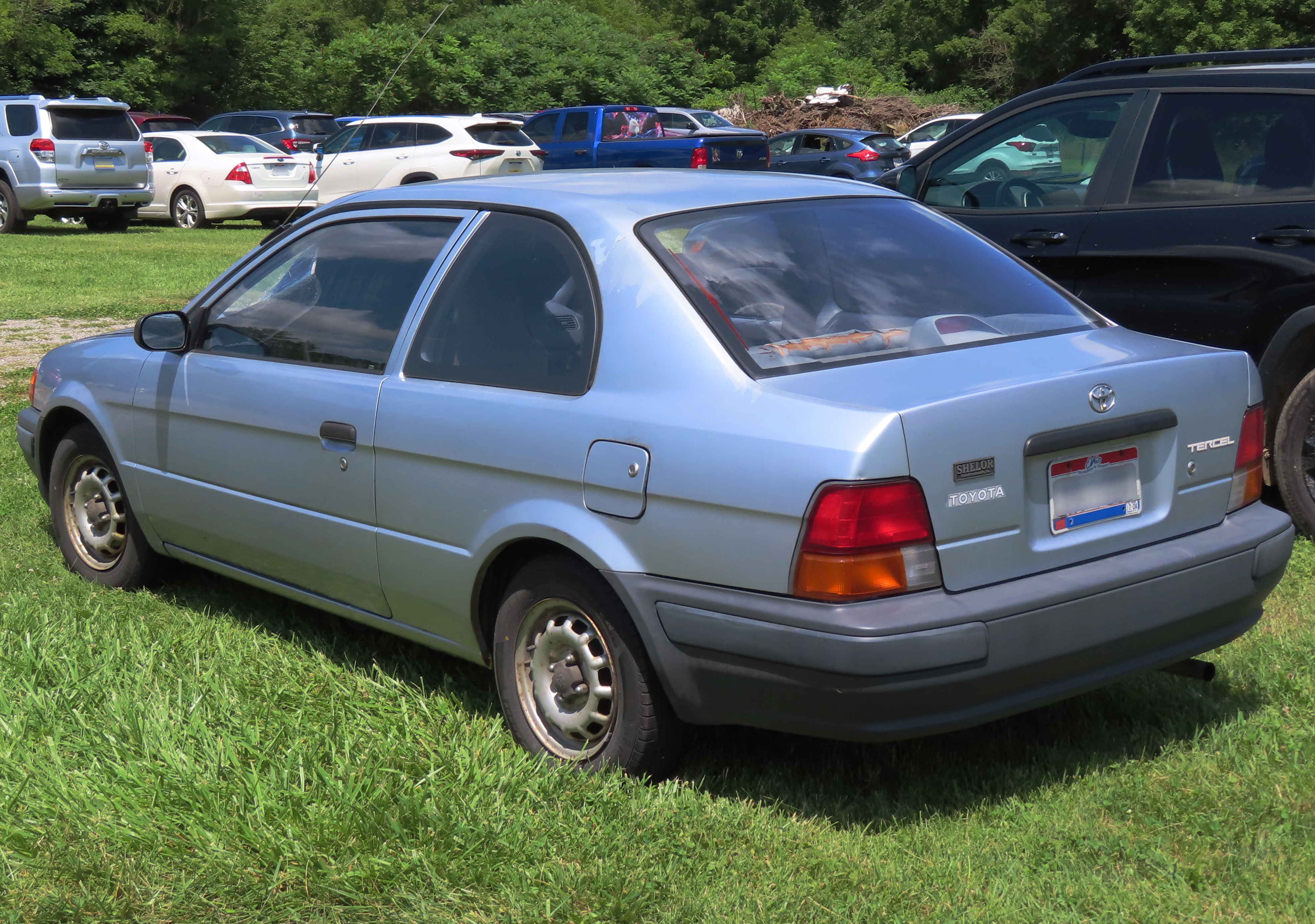
Heckansicht
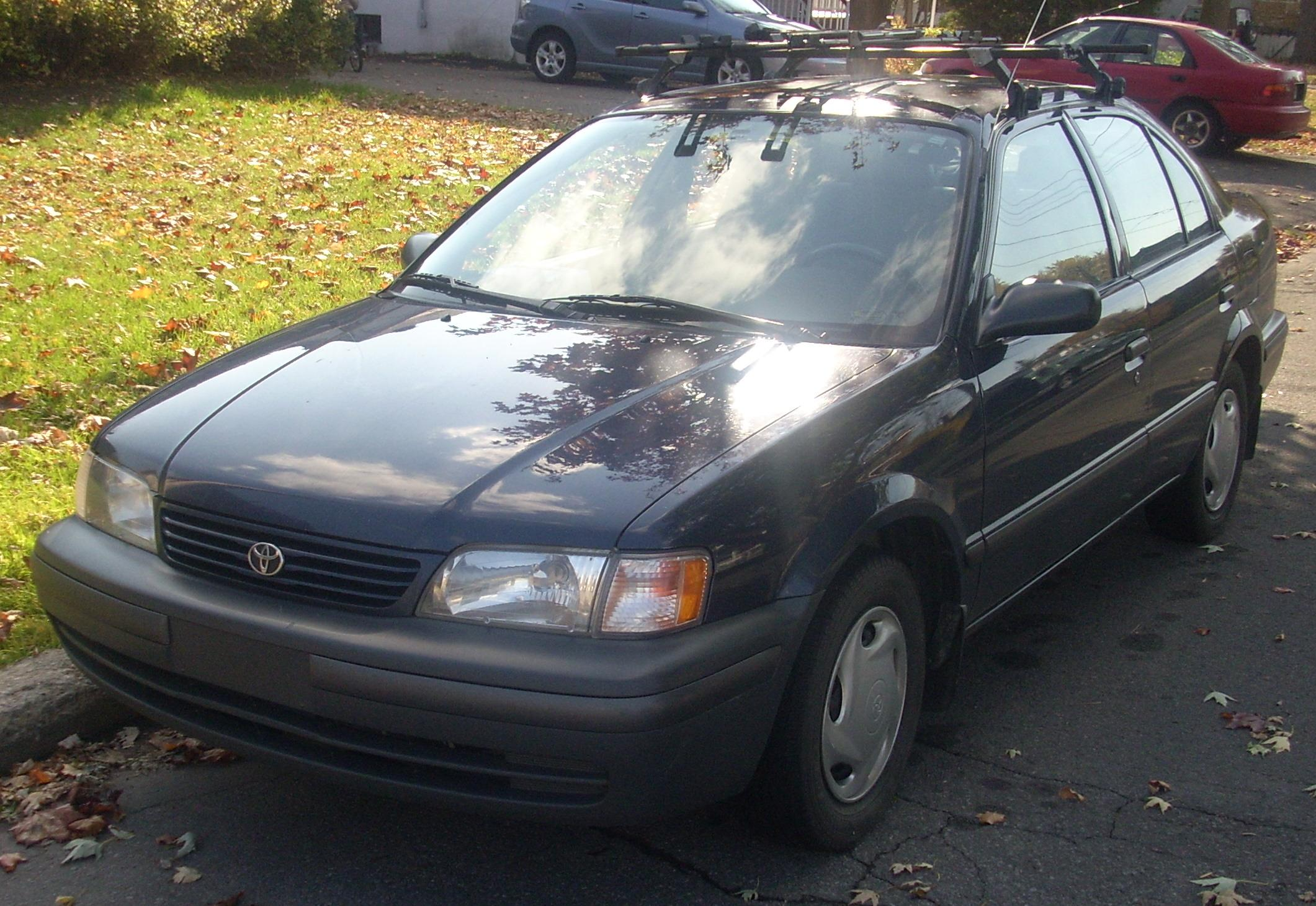
Limousine Facelift
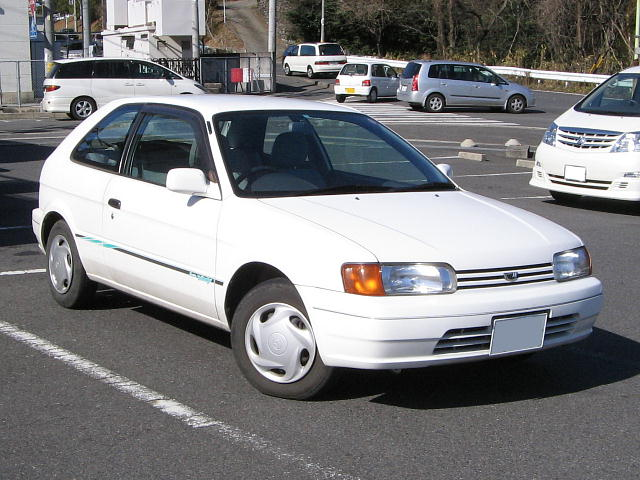
Toyota Corolla II (Japan)
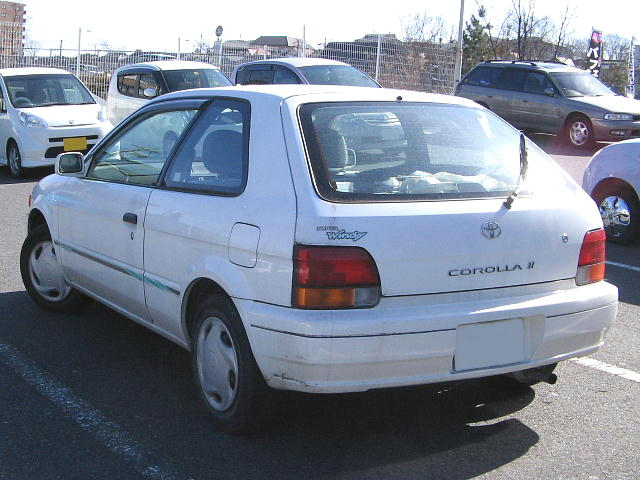
Heckansicht
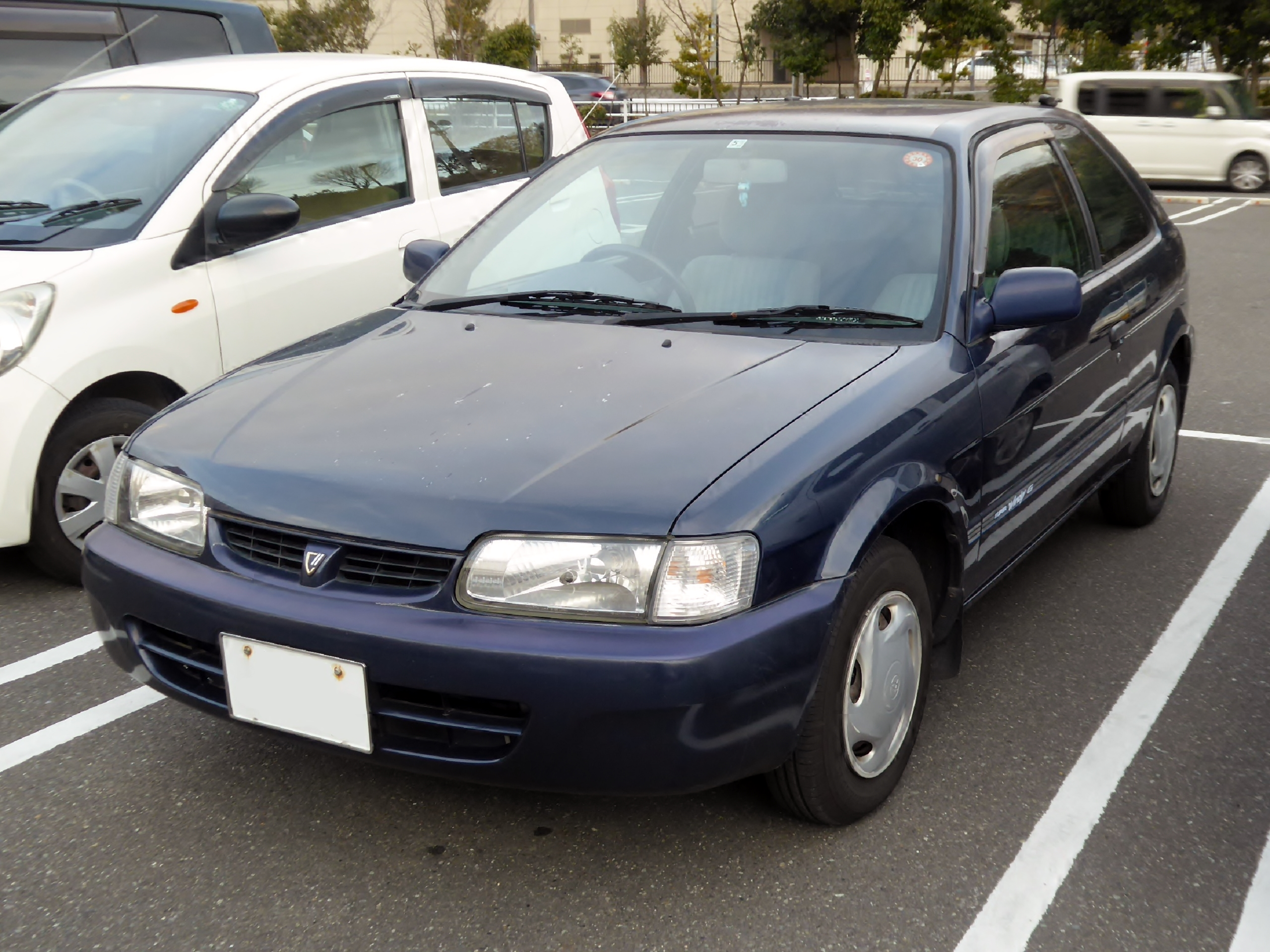
Toyota Corolla II Facelift (Japan)
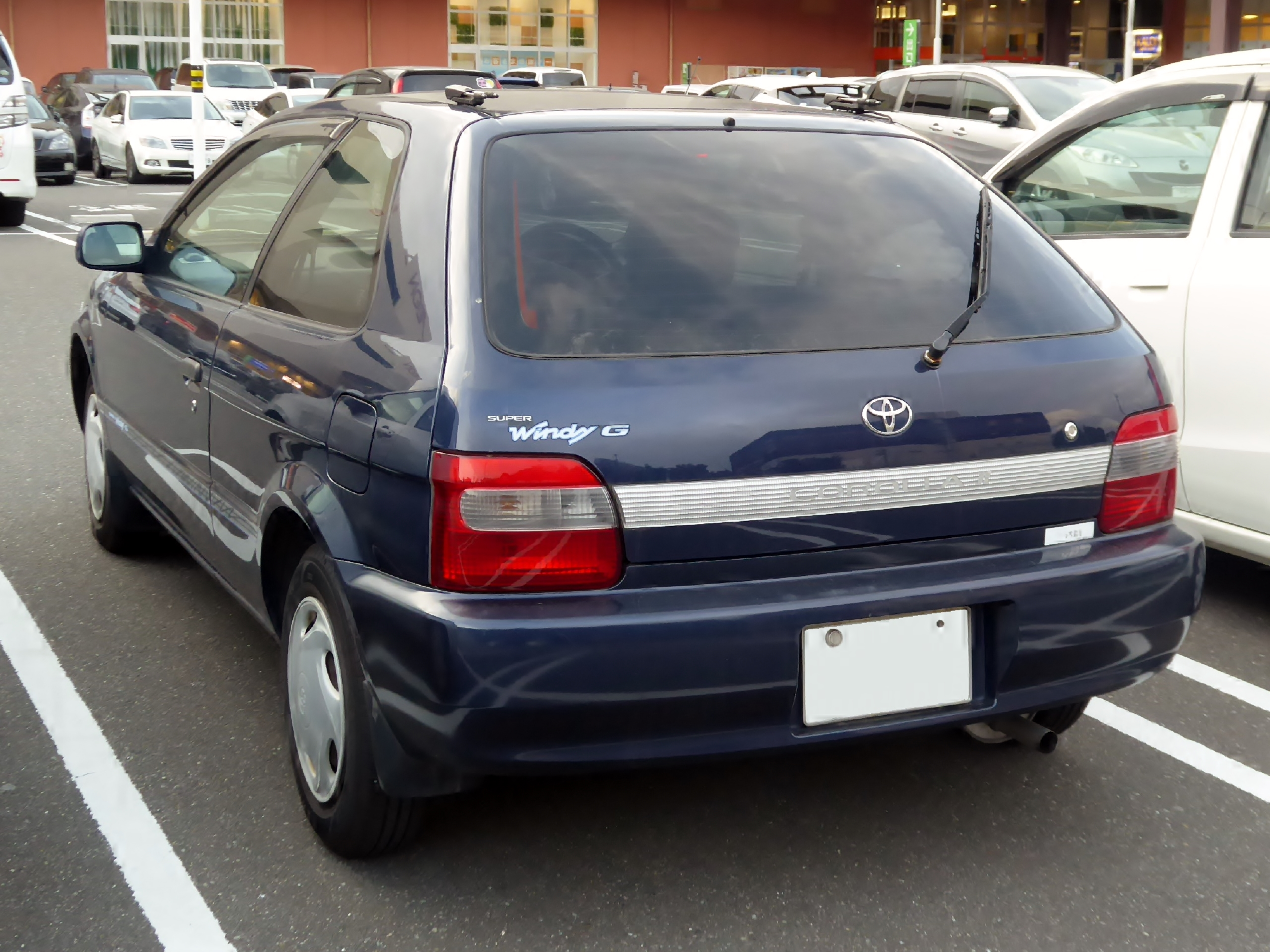
Heckansicht
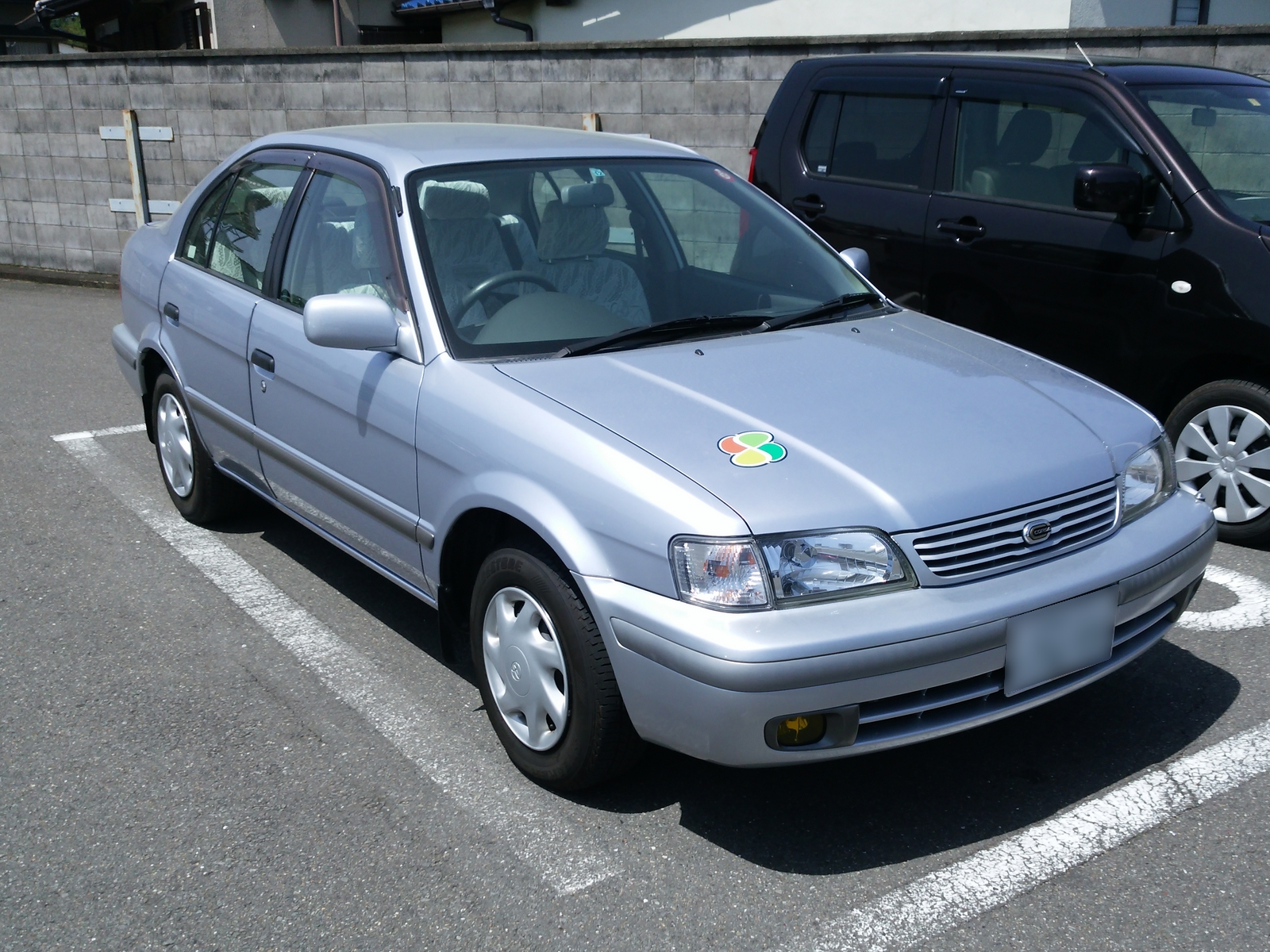
Toyota Corsa
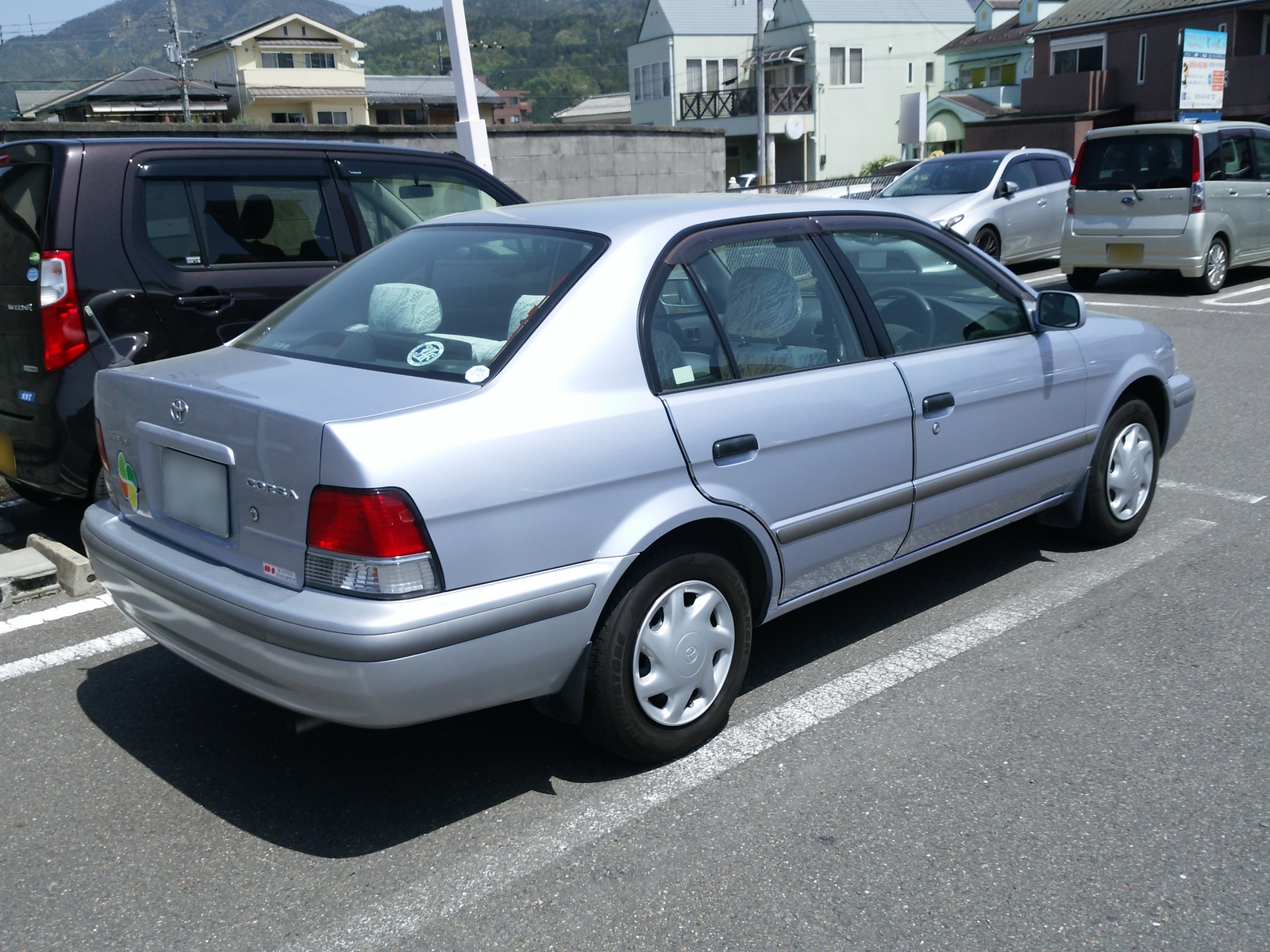
Heckansicht

## Toyota Soluna 1995–2002
Als Soluna wurde die Tercel-L50-Limousine mit anderer Front in Asien außerhalb Japans vermarktet. Gebaut wurde er in Thailand und Indonesien. Als Antrieb kam hier der 1,5-Liter-5A-FE-Ottomotor zum Einsatz. Insbesondere als Taxi fand der Soluna in diesen beiden Ländern weite Verbreitung.
2002 wurde der Soluna durch den Toyota Vios ersetzt.

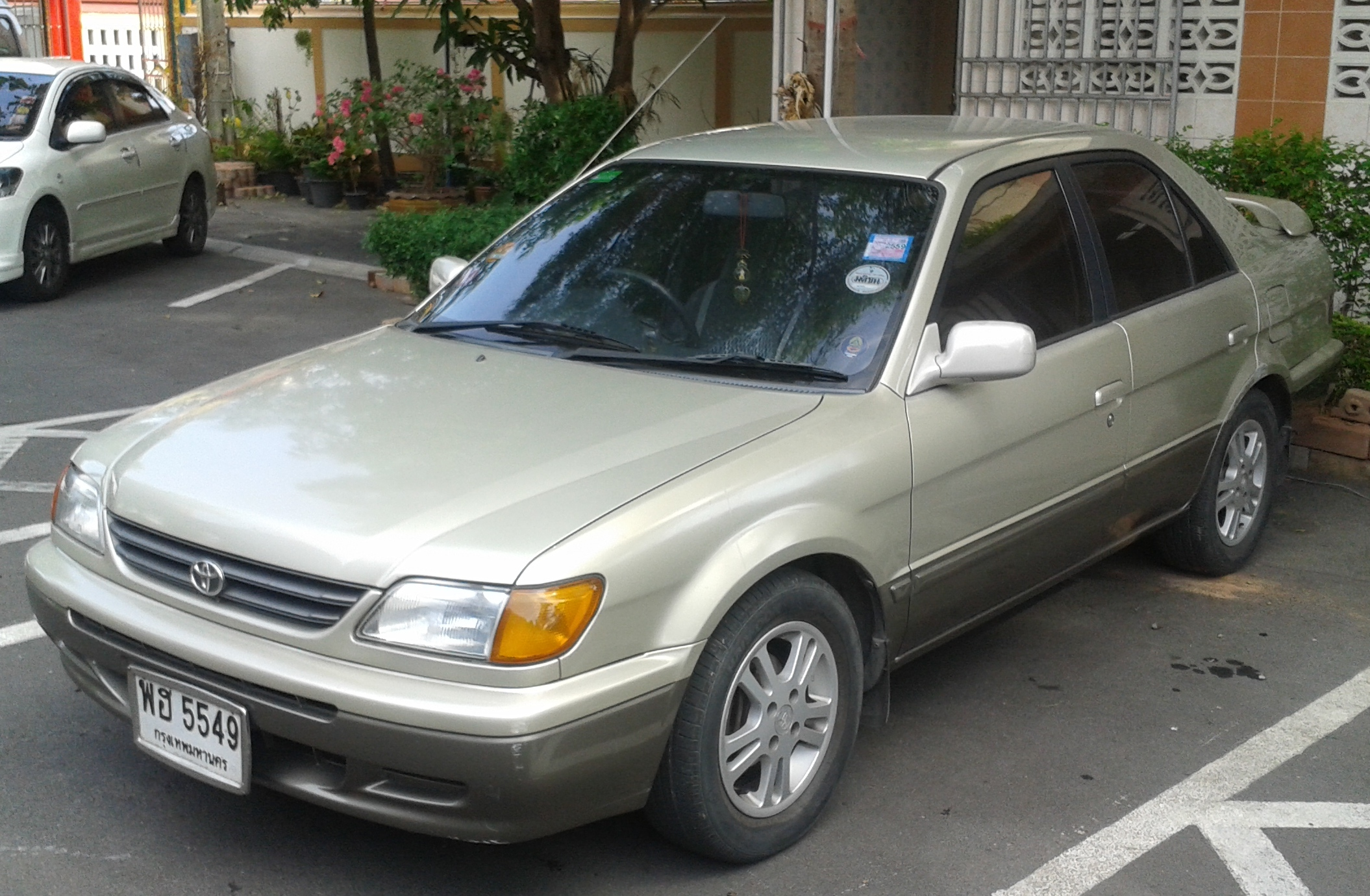
Toyota Soluna
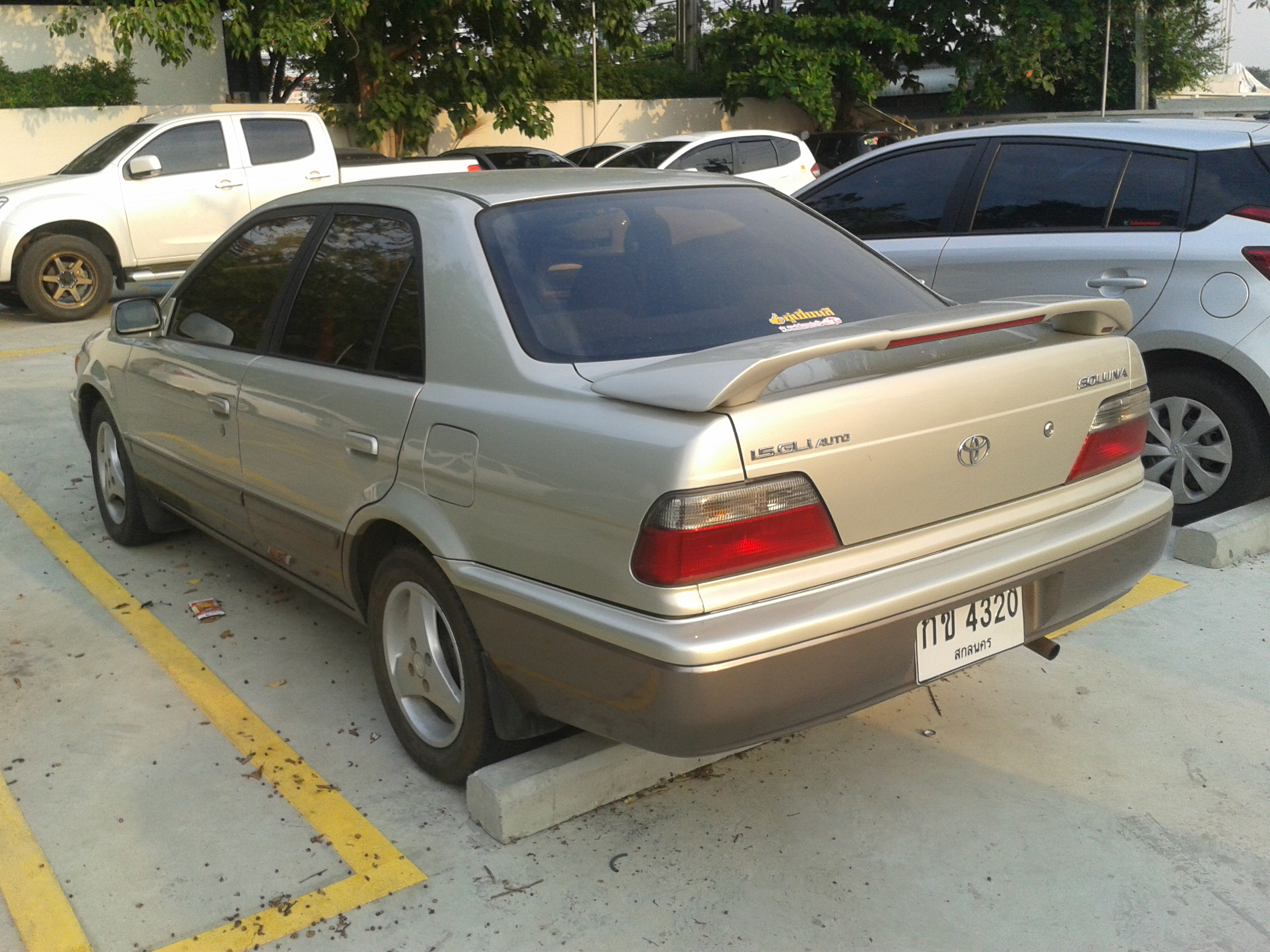
Heckansicht
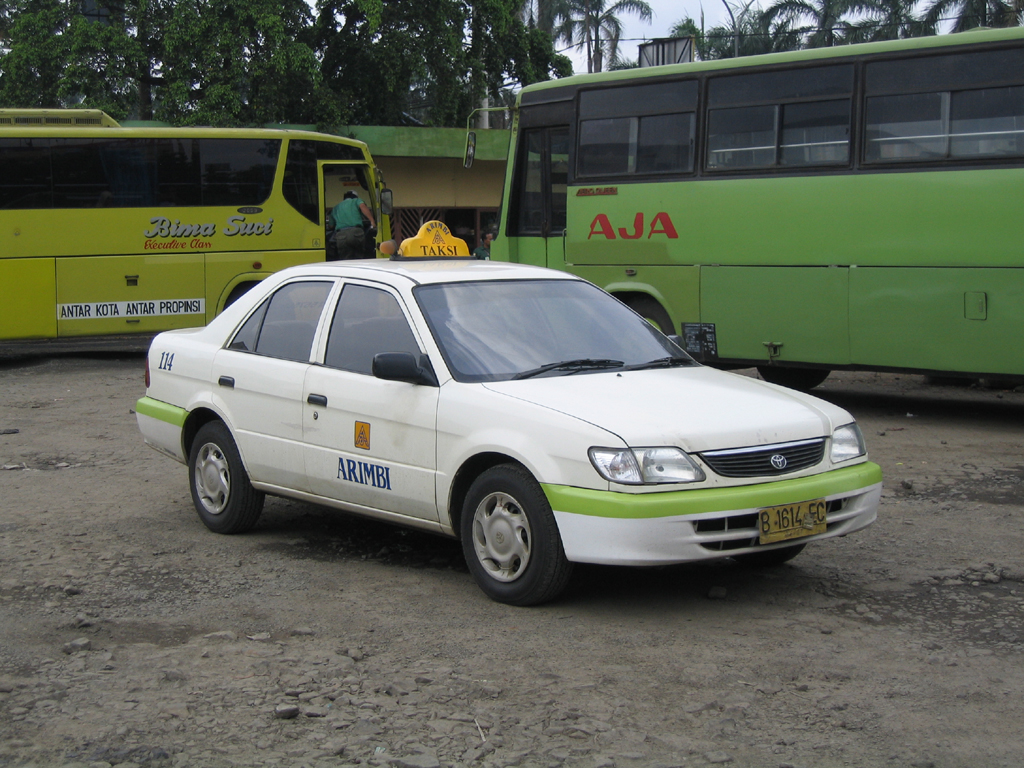
Taxi